# Собчак, Ксения Анатольевна
Ксе́ния Анато́льевна Собча́к (род. 5 ноября 1981, Ленинград) — российская журналистка, медиаменеджер, теле- и радиоведущая, актриса, сценаристка, продюсер кино и телевидения, общественный деятель, автор нескольких книг. Дочь первого мэра Санкт-Петербурга Анатолия Собчака (1991—1996) и сенатора Людмилы Нарусовой.
Была ведущей целого ряда телепрограмм, в том числе реалити-шоу «Дом-2» (ТНТ), «Блондинка в шоколаде» («Муз-ТВ»), «Последний герой» (Первый канал), ток-шоу «Госдеп 2» («Сноб») и «Собчак живьём» («Дождь»), была соведущей программы «Барабака и Серый Волк» на радиостанции «Серебряный дождь». Генеральный продюсер телеканала «Супер» в 2019—2020 годах. С 2019 года ведёт авторский YouTube-канал «Осторожно: Собчак», имеющий (по состоянию на август 2024 года) более 3,8 миллиона подписчиков и более 1,1 миллиарда просмотров.
С 22 октября 2012 по 19 октября 2013 года член Координационного совета российской оппозиции. Член политсовета партии «Гражданская инициатива». В 2018 году кандидат в президенты Российской Федерации; заняла четвёртое место, набрав 1 237 692 (1,68 %) голоса.
Гражданка России и Израиля.

## Биография

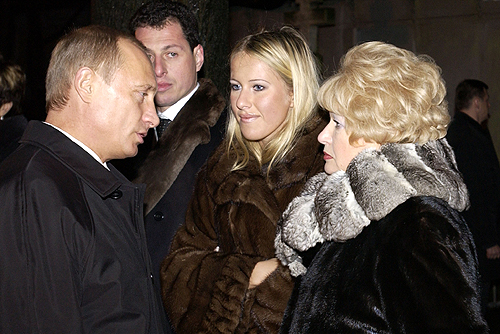
Владимир Путин, Ксения Собчак и Людмила Нарусова, 29 ноября 2003 года

### Детство и юность
Родилась 5 ноября 1981 года в Ленинграде в семье доцента юридического факультета Ленинградского государственного университета Анатолия Александровича Собчака (впоследствии мэра Санкт-Петербурга в 1991—1996 годах) и преподавателя истории Людмилы Борисовны Нарусовой. По отцовской линии Ксения имеет польские, чешские, русские и украинские корни, по материнской — русские и еврейские. Как утверждала Людмила Нарусова в интервью «Коммерсанту», в 1993 году Собчак была крещена. Её крёстным отцом стал отец Гурий, служивший в Александро-Невской лавре, а крёстной матерью — университетская подруга Нарусовой по имени Наталья.
По свидетельствам Собчак, статус дочери видного политика, а затем мэра, наложил отпечаток на её детство. Она единственная приезжала в школу на автомобиле, её повсеместно сопровождала охрана, и это препятствовало выстраиванию отношений с другими детьми. Мать же старалась дать дочери классическое воспитание, отдавала на занятия балетом при Мариинском театре, живописью при Государственном Эрмитаже. Собчак училась в средней школе № 185 с углублённым изучением английского языка, а окончила школу при РГПУ имени А. И. Герцена. Впоследствии Собчак называла отношения с Нарусовой «семейной диктатурой» и «материнской тиранией» и признавала, что они заложили основы многолетнего конфликта между ними. До 3 класса семья Ксении жила в доме 20, корпус 1 по улице Кустодиева, затем переехала в расселённую коммунальную квартиру на набережной реки Мойки, 31, на время ремонта остановившись в съёмной квартире на улице Степана Халтурина (ныне Миллионной улице).

### Образование
Отец хотел, чтобы Собчак поступила на юридический факультет Санкт-Петербургского государственного университета, но та из чувства противоречия выбрала в 1998 году факультет международных отношений. В 2001 году после смерти отца Собчак переехала в Москву и перевелась на факультет международных отношений МГИМО. В 2002 году она получила степень бакалавра по международным отношениям, в 2004 — степень магистра на факультете политологии МГИМО, где защитила научную работу об институтах президентства в России и Франции. Владеет английским, французским и испанским языками.

### Отношения с представителями политической элиты

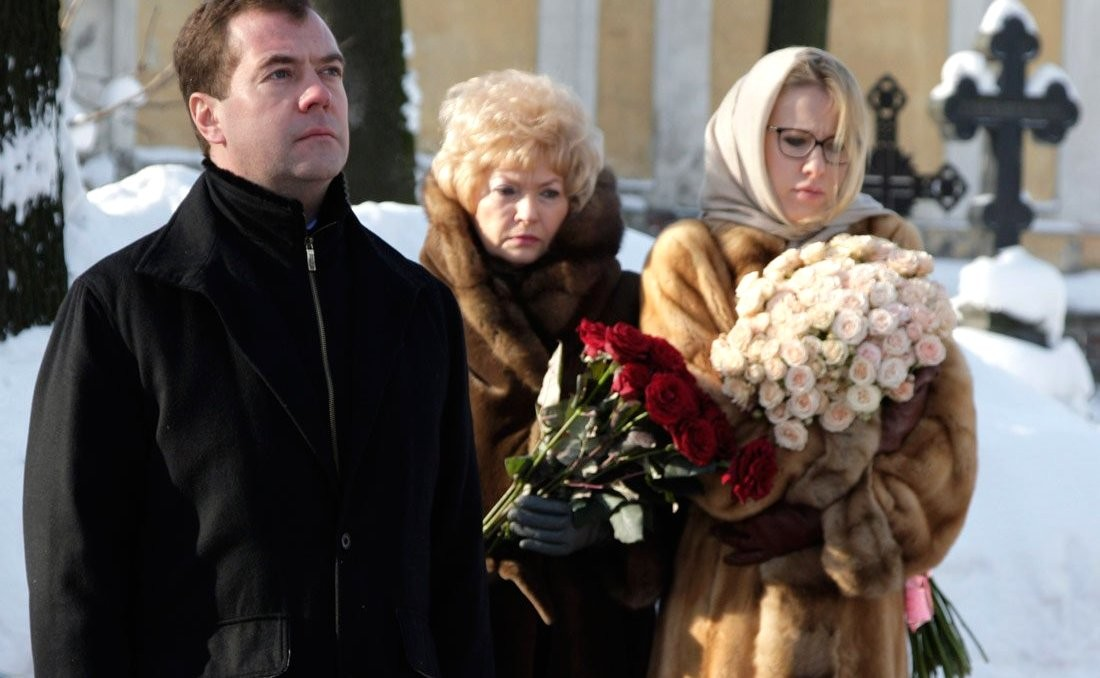
Возложение Дмитрием Медведевым цветов к могиле Анатолия Собчака. Рядом Людмила Нарусова и Ксения Собчак, 20 февраля 2010 года

В силу положения её отца Собчак была с детства знакома с будущими представителями высших кругов российской власти. В 1989 году, когда Собчак было 8 лет, Дмитрий Медведев в качестве доверенного лица её отца расклеивал листовки и агитировал за него на выборах народных депутатов СССР. Избравшись в 1990 году председателем Ленсовета 20-го созыва, её отец пригласил в команду помощника ректора ЛГУ, подполковника 1-го управления КГБ Владимира Путина. Между семьями Собчака и Путина сложились дружеские отношения: в интервью Собчак вспоминала, как вместе с отцом и семьёй будущего президента ездила отдыхать в Финляндию. В школьные годы ответственным за охрану Собчак был будущий начальник ФСО и глава Росгвардии Виктор Золотов, которому та доставила много беспокойства, постоянно сбегая из-под надзора. Распространено мнение, что именно Собчак убедил Бориса Ельцина выбрать Путина своим преемником. Когда в 1997 году Собчак был обвинён в злоупотреблениях на посту мэра Санкт-Петербурга, именно Путин помог ему выехать во Францию, а в 1999, став премьер-министром, помог ему вернуться и привлёк к работе в своей избирательной кампании. После смерти Анатолия Собчака Путин неоднократно принимал его дочь и вдову в своей резиденции.
Добрые отношения между Собчак и Путиным нарушило её участие в протестном движении 2011—2013 годов. В петербургских политических кругах поступок Собчак был расценён как «предательство». В интервью интернет-изданию Meduza Нарусова предполагала, что Путина задело именно то, что с оппозиционерами связался человек с фамилией Собчак, и что информацию о её поступках, возможно, искажали подчинённые президента, которые в своих докладах приравнивали её к радикальным участникам протестов. Сама Собчак также признавала, что не планировала портить личные отношения с Путиным и переживала о случившемся. Более того, участие в протестах привело к сложностям в отношении с матерью, с 2002 года представлявшей сначала Республику Тыва, а затем — Брянскую область в Совете Федерации. В интервью 2012 года Собчак признавалась, что хорошо относится к Путину как человеку, который единственный в тяжёлое время помог её отцу, но не симпатизирует ему как политику. Ещё до участия в первой протестной акции Собчак пыталась добиться аудиенции у Путина, но встреча состоялась только в сентябре 2013 года, когда президент после G20 посетил презентацию собрания сочинений Анатолия Собчака. Встреча поспособствовала примирению: вскоре Собчак была приглашена на заседание международного дискуссионного клуба «Валдай», а позднее — допущена до участия в прямых линиях с Путиным, где получила возможность задать ему «неудобные» вопросы.

### Карьера

#### Телевидение

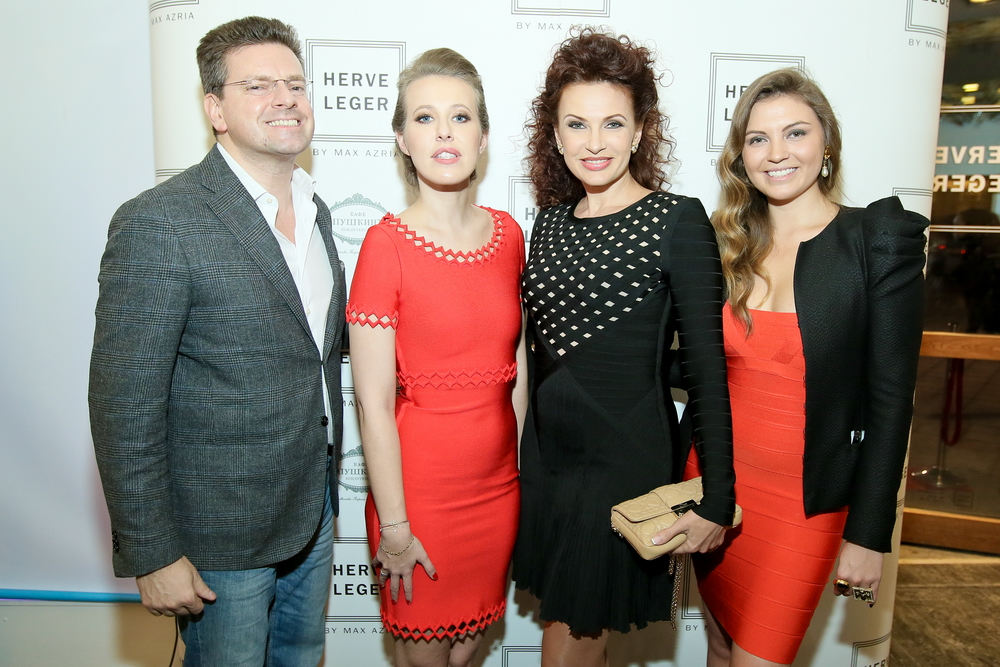
Открытие бутика Herve Leger в Москве, 21 марта 2013 года. Слева направо: Константин Андрикопулос, Ксения Собчак, Эвелина Блёданс, Мария Голушко

После переезда в Москву Собчак оказалась в некомфортной для себя среде, где её единственными сильными сторонами были фамилия и биография. В интервью она отмечала, что сочла работу рядовым сотрудником аппарата Министерства иностранных дел или службу в посольстве слишком «мелкой» для себя, что и подтолкнуло её к поиску работы на телевидении. Её первым кастингом стали пробы на роль ведущей программы «Афиша» на телеканале РТР, где она уступила Татьяне Арно. В 2004 году продюсеры реалити-шоу «Дом-2» на телеканале ТНТ выбрали Собчак на роль соведущей вместе с Ксенией Бородиной. Как отмечал генеральный продюсер проекта Алексей Михайловский, решение выбрать непрофессионалов было обусловлено форматом шоу, в котором соведущим-модераторам предстояло помогать обычным людям «с улицы» строить дом и романтические отношения. Эксперимент оказался успешным: в первый год доля «Дома-2» в аудитории телеканала выросла на 64 % и впоследствии рейтинги шоу составляли 10—28 % от аудитории ТНТ. В 2005 году «Дом-2» стал первым российским шоу, права на формат которого выкупила компания Sony Entertainment. Он также стал самым продолжительным реалити-шоу в истории и удостоился включения в Книгу рекордов Гиннесса. «Дом-2» принёс Собчак широкую известность, популярность и антипатию. В 2005 году депутаты Московской городской думы обратились к генеральному прокурору с просьбой перенести трансляцию шоу на более позднее время и завести в отношении Собчак уголовное дело по факту сводничества и сутенёрства. В 2006 году Виктор Пелевин в романе Empire V ввёл ироничное понятие «ксенофоба» — ненавистника Ксении Собчак. Собчак проработала в проекте до 2012 года, а её зарплата в этот период выросла с 10 до 50 тысяч долларов в месяц.
С 2006 года на телеканале «Муз-ТВ» выходила телепрограмма «Блондинка в шоколаде». Проект был посвящён частной жизни Собчак и был представлен как реалити-шоу, но включал больше количество постановочных сцен. Съёмочная группа освещала частную и светскую жизнь Собчак от пробуждения до рабочих встреч и общения с другими знаменитостями. Помимо этого, в 2005 году Собчак вела разговорную программу «Звёздный бульвар» на НТВ, в 2008 году — реалити-шоу «Кто не хочет стать миллионером?» на ТНТ, в 2008—2009 годах — «Последний герой — 6. Забытые в раю» и «Две звезды» на Первом канале. Также в 2007 году Собчак приняла участие в проекте «Цирк со звёздами» на Первом канале, а в 2010 — «Танцы со звёздами» на «России-1».
В 2010 году бывший глава СТС Александр Роднянский занимался переработкой сетки вещания петербургского Пятого канала и пригласил Собчак на роль ведущей общественно-политической передачи «Свобода мысли». Собчак стала одним из лиц телеканала, но вскоре уволилась, мотивируя уход отсутствием интереса к теме жилищно-коммунального хозяйства, к которой всё больше склонялся формат передачи. В 2010—2012 годах Собчак участвовала в передачах «Девчата» на «России-1», «Идеальный мужчина» на СТС, «Топ-модель по-русски» на «Муз-ТВ», «Давай поженимся» на украинском телеканале СТБ и ток-шоу «Главная тема» на «Первом информационном кавказском» в Грузии. В 2011 году Собчак вошла в состав жюри фестиваля пародий «Большая разница в Одессе». В начале февраля 2012 года телеканал MTV Россия запустил передачу «Госдеп с Собчак» (пилотный запуск оказался последним из-за низких рейтингов шоу), и позднее «Госдеп» выходил на интернет-портале «Сноб», телеканалах РБК и «Дождь». В 2012 году производство «Госдепа» прекратилось, а в эфир «Дождя» вышла передача «Собчак живьём».
Собчак продолжила карьеру телеведущей в танцевальном шоу «Страсти на паркете» на телеканале «Украина» (из-за политических событий в стране в марте 2014 года вышло только два выпуска), программах «Сделка», «Битва ресторанов» и «Можем повторить» на телеканале «Пятница!», ток-шоу «Чернобыль. Зона обсуждения» на ТВ-3 и музыкального шоу «Новая Фабрика звёзд» на «Муз-ТВ», вплоть до конца 2017 года. Помимо этого, в феврале 2014 года Собчак приняла участие в съёмках развлекательного шоу «Угадай ящик» для украинского телеканала «1+1» в качестве постоянного члена жюри (8 выпусков впоследствии были показаны на канале с августа по октябрь 2015 года). С октября по декабрь 2018 года — ведущая программ «Собчак без правил» на канале «Дождь» и «Собчак слезам не верит» на «Муз-ТВ».
20 мая 2019 года была назначена генеральным продюсером телеканала «Супер». В данной должности занималась программным наполнением канала, отвечала за развитие ряда его проектов.
В конце 2019 года вернулась на Первый канал, где с февраля 2020 по 2022 год являлась ведущей вечернего шоу «Док-Ток» (поочерёдно с Александром Гордоном).

#### Радио
В 2007 году на радиостанции «Серебряный дождь» была запущена авторская передача Собчак «Будни барабаки». Руководство радиостанции понимало, что Собчак, известная ролью одиозной ведущей «Дома-2», не укладывается в формат радиостанции, учредившей собственную антипремию за сомнительные достижения в шоу-бизнесе — «Серебряную калошу». Чтобы нивелировать недовольство аудитории эфирами Собчак, остальные ведущие радиостанции, в первую очередь Владимир Соловьёв и Леонид Володарский, каждую передачу высмеивали новую ведущую. Со временем слушатели «Серебряного дождя» привыкли к Собчак, а та выросла профессионально, после чего ироничное отношение коллег по радиостанции сменилось на одобрение. После закрытия «Будней Барабаки» на «Серебряном дожде» была запущена новая передача Собчак и Сергея Кальварского «Барабака и серый волк».

#### Журналы
В 2010 году компания Global Media Group пригласила Собчак на пост главного редактора мужского глянцевого журнала Max, однако издание закрылось после выхода 4 номеров. В феврале 2012 года Собчак стала директором специальных проектов журнала «Сноб», входящего в медиагруппу «Живи!». В мае того же года она была приглашена на должность главного редактора женского журнала SNC (ранее носившего название Sex and the City), с которым прежде сотрудничала как колумнист. Под её руководством издание было переосмыслено как «городской журнал для модных и прогрессивных». В декабре 2014 года Собчак уступила редакторское кресло бывшему заместителю главреда Tatler Наталье Архангельской. В начале 2015 года Собчак заняла кресло главного редактора женского журнала L'Officiel. Позднее на время президентской кампании 2018 года Собчак оставила руководство журналом.

#### Литературная деятельность
В 2008 году вышли книги Ксении Собчак, посвящённые стилю одежды и косметике: «Стильные штучки Ксении Собчак» и «Маски, блески, бигуди. Азбука красоты». В 2009 году появилось написанное совместно с Оксаной Робски «практическое пособие» по выгодному замужеству «Zамуж за миллионера, или Брак высшего сорта».
В 2010 году была издана «Энциклопедия лоха» — книга, определяющая «лоха» как «человека, для которого самопрезентация превыше всего». В посвящённом выходу книги интервью Дмитрию Быкову, Собчак назвала описываемое явление интернациональным, но заметила, что, благодаря историческому фону уничтожения элиты в 1917 и 1937 годах и современным социальным экспериментам, включающих «дождь нефтедолларов», Россия представляет собой «идеальный полигон для наблюдения за лохожителями», к которым Собчак самокритично относит и себя, как «символ всероссийского лоховства с проектом „Дом-2“».
В том же 2010 году появилась написанная совместно Ксенией Соколовой и Ксенией Собчак книга «Философия в будуаре» — сборник интервью, составленный на основе материалов колонки «Философия в будуаре с…» журнала «GQ».
В январе 2018 года в издательстве АСТ вышла книга «Собчак против всех» за авторством Собчак и Антона Красовского, в неё вошли интервью Ксении и Антона за 2014—2016 годы.

#### YouTube
В январе 2019 года Собчак запустила собственное шоу «Осторожно, Собчак», в котором берёт интервью у известных людей. Первым гостем стал футболист Фёдор Смолов. Анонс нового канала Ксения выложила 18 января.
С мая 2020 года выпускала на канале еженедельные итоговые новостные программы «Осторожно: Новости!». Количество подписчиков на март 2022 года — более 2,9 млн человек, количество просмотров — более 536 млн. После вторжения России на Украину и принятия т. н. закона «об уголовном наказании и крупных штрафах за фейки о действиях Вооружённых сил РФ, их дискредитацию и за призывы к санкциям против страны», 4 марта 2022 года приняла решение не делать новостные выпуски программы.
В апреле 2022 года Ксения Собчак запустила новый проект — авторский курс по увеличению дохода, который получил название «Метод Собчак».

#### Медиа
В конце ноября 2023 года запустила издание «Русская барыня», посвящённое русскому стилю и культурному коду. СМИ возглавила бывшая заместительница главреда издания Mash Дарья Насонова, в прошлом отметившаяся ксенофобскими высказываниями.

### Бизнес

#### Ресторанный бизнес

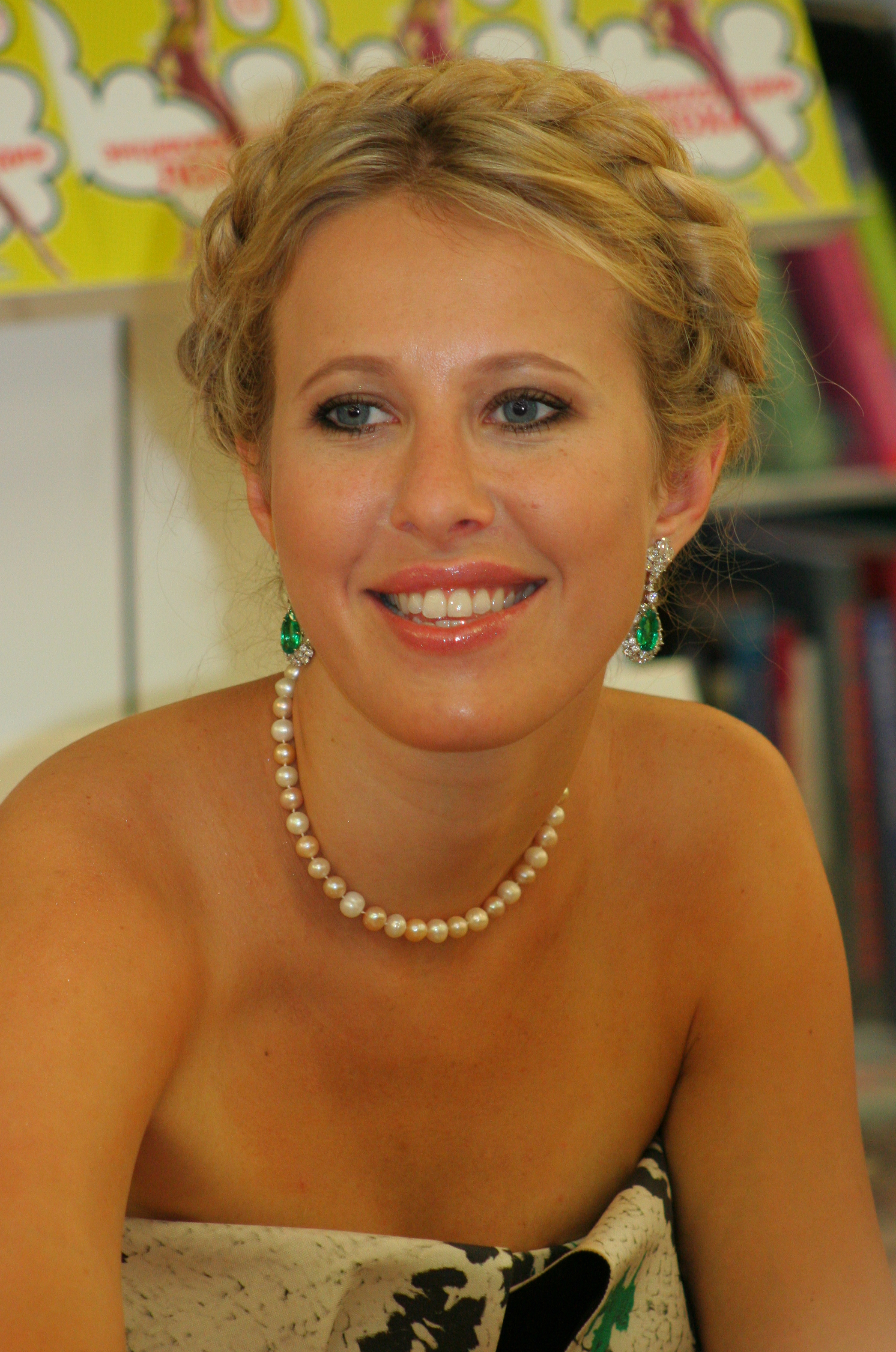
Ксения Собчак в 2010 году

В 2010 году Собчак совместно с владельцами ресторанного холдинга Ginza Project Дмитрием Сергеевым и Вадимом Лапиным открыла в Москве сэндвич-кафе «Бублик», гриль-ресторан «Твербуль» и бар «Мелодия». Кафе и ресторан расположились в одном из бывших зданий городской усадьбы Ивана Римского-Корсакова на Тверском бульваре. За год до открытия заведений здание было лишено статуса объекта культурного наследия, что сделало возможным открытие заведений, но в 2012 году решение о статусе постройки было пересмотрено, что возложило на партнёров расходы по реставрации и восстановлению исторического облика особняка. Инвестиции в открытие «Бублика» составили около 1,7 миллиона долларов: Собчак, Сергеев и Лапин вложили по 17 миллионов рублей и получили доли чуть более 33 %. Первоначальный план предполагал быстрый выход «Бублика» на окупаемость и создание сети из 50 заведений. В меню «Бублика» была представлена разнообразная выпечка, множество разновидностей бубликов и сэндвичи. «Твербуль», расположившийся этажом выше, предлагал традиционное ресторанное меню. К 2018 году все заведения прекратили работу. Собчак обвиняла в закрытии своего бизнеса программу мэрии Москвы по благоустройству города «Моя улица»: парковка возле ресторанов была закрыта, а из-за ремонта Тверского бульвара заведения потеряли большой поток посетителей. Собчак намеревалась вернуться в ресторанный бизнес с теми же партнёрами не ранее конца 2018 года. В 2020 году Собчак совместно с группой компаний White Rabbit Family объявила об открытии концептуального ресторана «She». В 2023 году совместно с ресторатором Антоном Пинским в Санкт-Петербурге был открыт ещё один ресторан – Veter на корабле «Летучий Голландец» на Мытнинской набережной.

#### Недвижимость
Некоторое время Собчак занималась бизнесом, связанным с недвижимостью — переводом квартир на первых этажах жилых домов в нежилой фонд с последующей сдачей в аренду торговым точкам. В интервью Собчак признавалась, что подобный бизнес был невозможен без договорённостей с местными властями и взяток. В 2014—2015 годах возможность для подобных сделок, часто вызывавших недовольство местных жителей, была законодательно закрыта. В 2017 году Собчак утверждала, что продолжает сдавать в аренду ряд подобных помещений.

#### Крабовый бизнес
12 марта 2020 года Собчак заключила с владельцами крабодобывающих компаний ООО «Курильский универсальный комплекс» и ООО «Монерон» договора купли-продажи 40 % доли бизнеса. Обеим компаниям принадлежат квоты на вылов 10 000 тонн краба, общая выручка превышает 23 млрд рублей, а чистая прибыль за 2019 год составила около 10 млрд рублей.

### Общественно-политическая деятельность

#### Все свободны!
В конце марта 2006 года Собчак арендовала двухэтажный особняк по адресу Арбат, 16 и созвала пресс-конференцию, на которой заявила о создании молодёжного движения «Все свободны!». По словам телеведущей, к этому шагу её подтолкнули многочисленные письма, в которых поклонники её работы в «Доме-2» делились своими проблемами и переживаниями. Собчак сочла, что политические позиции и оппозиции служат лишь предлогом для осуществления собственных амбиций, и заявила своё движение как неполитическое, нацеленное на оказание помощи и поддержки молодым людям. Финансирование «Все свободны!» Собчак пообещала предоставить из собственных средств. Арендованное здание на Арбате было спешно отремонтировано и оформлено в «фирменном» для движения цвете синего денима, там разместился штаб движения и приёмная для желающих присоединиться. Газета «Известия» интернет-опрос, в котором после пресс-конференции спросила пользователей о желании вступить в движение Собчак, результаты которого продемонстрировали отсутствие энтузиазма: из 2133 респондентов только 6 % выразили желание вступить по политическим соображениям или из симпатии к лидеру, а 38 % признались, что не знают, кто такая Ксения Собчак. После первой пресс-конференции Собчак на месяц прекратила общение с журналистами, а 7 июля уклонилась от участия в дебатах с лидером молодёжного отделения партии «Родина» Сергеем Шаргуновым в «Клубе на Брестской», чем вызвала недовольство явившихся на мероприятие молодёжных политиков и журналистов.
12 июня «Все свободны!» заявили о себе уличной акцией, посвящённой благоустройству сквера вокруг памятника Сергею Есенину на Тверском бульваре. Участники движения собирали мусор, красили скамейки и детские площадки на бульваре, а сама Собчак в присутствии журналистов и зевак оттирала с промежности памятника Есенину нарисованное неизвестным вандалом жёлтое бикини с красным сердечком. По свидетельству местных жителей, утром того дня краски на памятнике не было, и появилась она только перед мероприятием. Акция завершилась небольшим концертом и дефиле на эстраде, собранной возле монумента. В начале июля в штаб-квартире движения прошёл «клубный день», на котором Собчак выступила с программными заявлениями и выдала наиболее активным участникам клубные карты, предоставляющие бесплатный проход в ночные клубы, скидки и другие привилегии. В рамках встречи Собчак представила презентацию о целях и нравственных ориентирах движения, в которой 2 слайда заняли заявленные спонсоры — Microsoft, Кока-кола, банк «Русский стандарт», инвестиционный банк «Ренессанс Капитал», «Лукойл», «Мегафон», кафе-клуб «Билингва» и другие компании. «Клубный день» завершился дебатами между писателями Оксаной Робски и Сергеем Минаевым.
Первое время движение было причиной пересудов в политической среде: специалисты и молодые политики пытались понять, зачем оно потребовалось Собчак. Политолог и коллекционер современного искусства Марат Гельман предположил, что Собчак могла нацелиться на политическую карьеру в «Единой России» и собирала своих сторонников в преддверии выборов в Государственную думу V созыва в 2007 году. Глава «Молодёжного яблока» Илья Яшин сомневался в самостоятельности Собчак и делился с журналистами мнением, что «Все свободны!» могли быть созданы с одобрения Администрации президента для критики оппозиции. В причастности Кремля к созданию движения «Все свободны!» усомнился лидер прокремлёвского движения «Наши» Василий Якеменко: по его мнению, Собчак могла как оказаться полезна Администрации президента, так и дискредитировать российские власти. В дальнейшем движение прекратило какую-либо деятельность, а журналисты упоминали Собчак как главу «Все свободны!» лишь однажды — в контексте обсуждения выборов в Законодательное собрание Санкт-Петербурга IV созыва, которые она сочла фиктивными, и строительства небоскрёба для «Газпрома» на правом берегу Невы напротив Смольного собора.

#### Участие в протестном движении в 2011—2012 годах

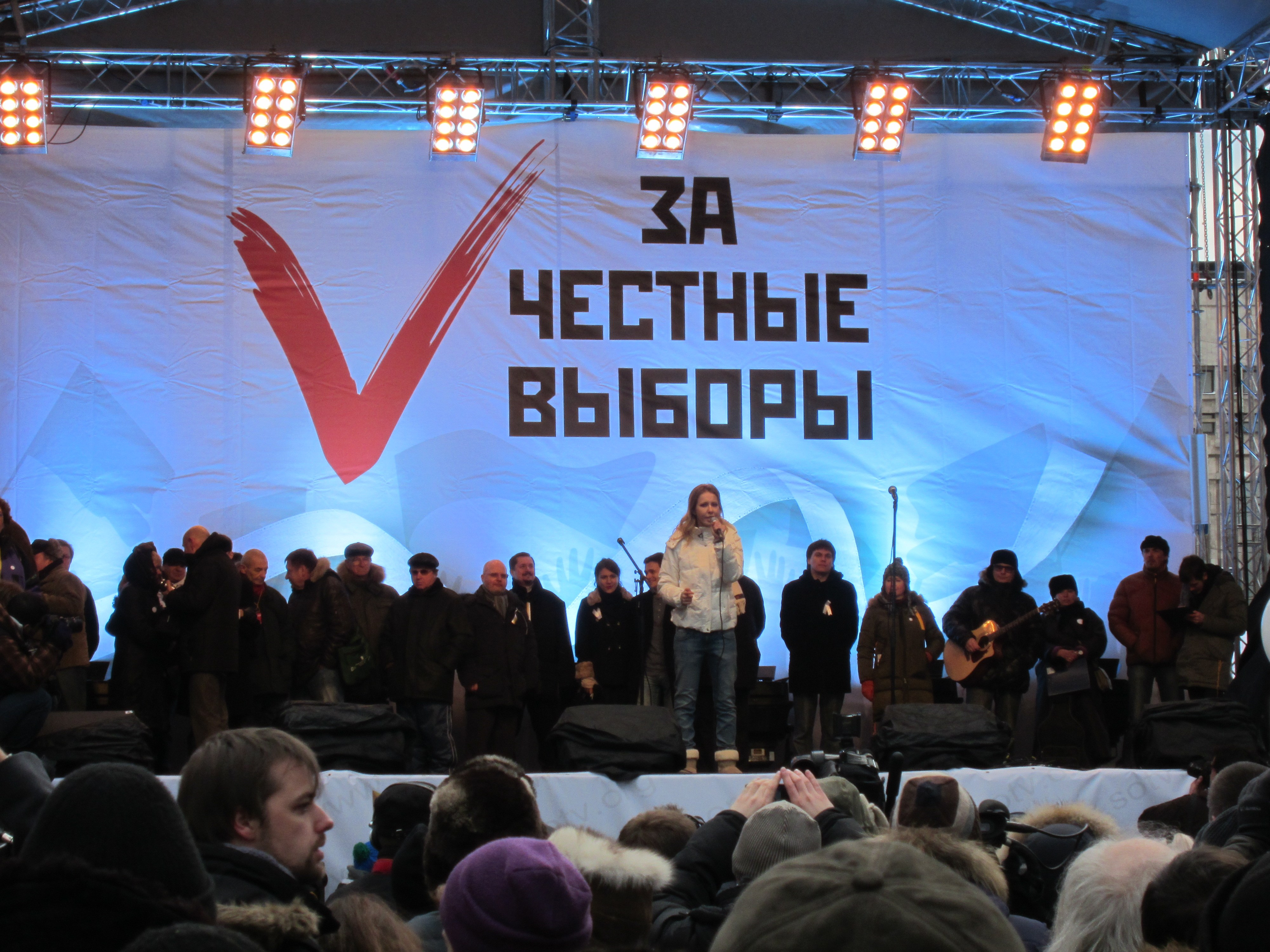
Митинг на проспекте Сахарова 24 декабря 2011 года

Впервые после 2006 года Собчак заявила о себе в общественно-политическом контексте в ходе массовых протестов 2011—2013 годов, толчком к которым стали массовые нарушения на выборах в Государственную думу VI созыва. По словам Собчак, на первый крупный митинг на Болотной площади 10 декабря 2011 года она пришла как рядовой участник. Её мама Людмила Нарусова поясняла, что Ксению возмутил масштаб фальсификаций, осуществлённых теми, кого она считала «людьми команды своего отца». Сама Собчак отмечала, что перед митингом пыталась встретиться с Владимиром Путиным, чтобы сообщить о своих планах, но в графике президента не нашлось времени для неё. Накануне 100-тысячного митинга на проспекте Сахарова Собчак приняла участие в голосовании за будущих ораторов, в котором заняла одно из первых мест. В своём выступлении она призвала к борьбе за возможность влиять на власть и выстраивать диалог вместо борьбы за власть как таковую. Искренность и доводы Собчак вызвали сомнения у организаторов и протестующих: ведущая митинга Ольга Романова сначала не хотела представлять Собчак, а участники митинга освистали телеведущую.
После выборов президента в марте 2012 года, на которых Путин набрал 63,6 % голосов, 10 марта Собчак выступила на митинге «За честные выборы» на Новом Арбате. Она вновь высказалась за диалог с властью, за что была освистана, а затем рассказала об опыте работы наблюдателем и призвала к проведению судебной и политической реформ, снижению контроля государства за СМИ и создание социальных лифтов для молодёжи.
В апреле 2012 года Собчак побывала в Астрахани, где поддержала экс-кандидата в мэры города Олега Шеина, который не признал итогов мэрских выборов и объявил голодовку. В Астрахани Собчак дала несколько интервью и провела эфир «Госдепа с Собчак», куда был приглашён, но не явился избранный губернатор Михаил Столяров.
На согласованный митинг на Болотной площади, приуроченный к инаугурации Владимира Путина, Собчак не пришла, постфактум заявив, что знала заранее, «что основная цель будет стояние на мосту, прорыв и сидячая забастовка». Прошедший 6 мая «Марш миллионов» закончился столкновениями между протестующими и полицией и положил начало «болотному делу» — серии процессов против гражданских активистов и участников шествия, которым вменялось участие в массовых беспорядках и насилие в отношении представителей власти. Позднее Собчак утверждала, что была вхожа в оргкомитет мероприятия и знала, что никаких беспорядков не планировалось, а слова о столкновениях с полицией и сидячей забастовке были её предположениями. Раскрыть свои источники информации Собчак отказалась. Несмотря на слабую доказательную базу, большинство фигурантов «болотного дела» получили обвинительные приговоры и были признаны узниками совести. Позднее Собчак выступала в защиту «мальчишек из ОМОНа» несмотря на многочисленные видеозаписи, на которых сотрудники полиции избивали протестующих, а публикации Собчак стали распространённым доводом в пользу предположений, что оппозиционеры планировали 6 мая массовые беспорядки и поход на Кремль.

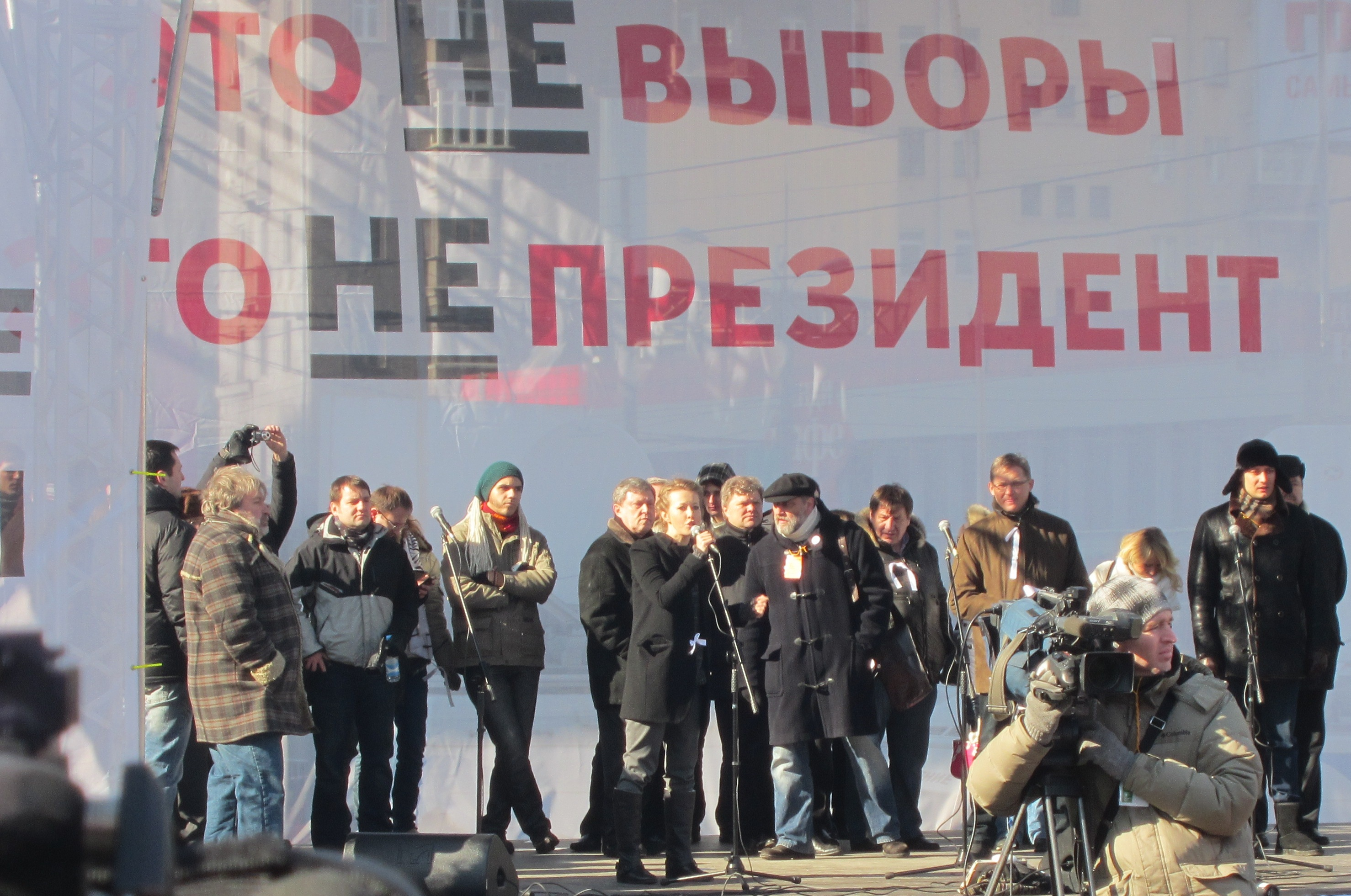
Митинг на Новом Арбате 10 марта 2012 года

8 мая Собчак присоединилась к протестным «гуляньям» в центре Москвы и побывала в лагере «#ОккупайАбай» возле памятника Абаю Кунанбаеву на Чистопрудном бульваре. После того, как протестующие были вытеснены полицией с Чистых прудов, они собрались на Пушкинской площади, где возле Никитских ворот Собчак была задержана вместе с Алексеем Навальным. После задержания Собчак раскритиковала действия полиции в твиттере и подчеркнула, что изменит мнение о радикализации протеста. Сразу после освобождения Собчак на непродолжительное время приехала в лагерь протестующих на Кудринской площади. Спустя 10 дней суд признал её виновной в нарушении правил собраний и оштрафовал на 1 тысячу рублей.
Собчак называла себя представителем нового типа протестующих, которых она охарактеризовала как «норковую революцию». По свидетельству бывшего депутата Государственной думы Геннадия Гудкова, также поддержавшего акции 2011—2012 годов, Собчак не стеснялась своего статуса «гламурной львицы» и утверждала, что такие люди, как она, делают протестное движение модным. Со скепсисом к Собчак-оппозиционерке относились не только рядовые участники акций, но и известные оппозиционеры. Лидер «Левого фронта» Сергей Удальцов подозревал, что участие Собчак в акциях было согласовано с властями и способствовало дискредитации оппозиции, отмечая, что его коллеги из других городов осуждали московскую оппозицию за сотрудничество с далёкими от народа представителями богемы. Участие в протестных акциях создало для Собчак проблемы в работе. Телеканал «MTV Россия» отказался продолжать съёмки экспериментального политического шоу «Госдеп», «Муз-ТВ» отказался от сотрудничества с Собчак как ведущей ежегодной премии, кроме того, Собчак утверждала, что Первый канал вырезал сцены с её участием из программы «Мульт личности». Отвечая на вопрос журналистов Forbes в 2012 году, анонимный собеседник Forbes в президентской администрации сообщил, что ему не известно о политически мотивированном запрете на Собчак в телеэфире, но пояснил, что понимает логику телеканалов, которые не хотят предоставлять эфир непредсказуемому человеку, который может выкинуть что-то неуместное. К августу 2012 года Собчак потеряла все контракты на федеральном телевидении.

#### Обыск по «Болотному делу»
Утром 11 июня накануне запланированного на следующий день «Марша миллионов» в квартиру на Тверской-Ямской улице, где Собчак сожительствовала с Яшиным, пришла полиция с обыском по делу о массовых беспорядках на акции протеста 6 мая, по которому она проходила как свидетель. Персонально Собчак никаких претензий предъявлено не было: следователи выбрали место фактического проживания Яшина. По словам Собчак, обыск был намеренно обставлен оскорбительным и унизительным для неё образом: не дали ей одеться, рылись в личных вещах и зачитывали фрагменты из частной переписки. По словам Собчак, один из сотрудников ОМОНа последовал за ней в уборную и наблюдал, как она справляла нужду. Особый интерес следователей вызывали найденные в квартире Собчак деньги — более 1 миллиона евро, 480 тысяч долларов и около полумиллиона рублей, расфасованные по 121 конверту. Предположив, что наличные могут иметь «небанковское происхождение», следователи забрали их для проверки. Собчак утверждала, что зарабатывает более 2 миллионов евро в год, и наличные являются её сбережениями, которые она боится хранить в банках. Журнал Forbes, ежегодно составлявший рейтинг наиболее обеспеченных звёзд, отмечал, что версия Собчак согласовывается с данными издания, но допускал разницу между задекларированными и фактическими доходами. Газета «Известия» со ссылкой на источники в МВД приводила информацию из деклараций за 2009—2011 год, в которых Собчак якобы указывала доход в 4,5—6,7 миллиона рублей. Источник издания «Собеседник» связывал средства с неофициальными доходами от ведения корпоративов, при организации которых широко распространено использование неучтённых наличных. Реагируя на случившееся, 15 июня 2012 года оппозиционер и депутат Государственной думы Илья Пономарёв попросил Собчак дистанцироваться от участия в организационных структурах оппозиционного движения на время расследования «болотного дела», чтобы внимание к её деньгами не бросало тень на оппозицию, многие сторонники которой зарабатывают несоизмеримо меньшие суммы. В сентябре 2012 года Следственный комитет сообщил, что камеральная налоговая проверка не выявила фактов уклонения от уплаты налогов и возвратил Собчак все изъятые средства. Тем не менее, как впоследствии признавала Собчак, обыск и последовавшее изъятие средств напугали её и оставили в растерянности. По её словам, от неё отвернулись близкие люди, которые сочли, что Собчак может быть источником проблем для них.

#### Участие в работе Координационного совета
17 сентября 2012 года Собчак выдвинула свою кандидатуру на выборах в Координационный совет российской оппозиции вместе с «гражданской платформой» — группой, в которую помимо неё вошли Дмитрий Быков, Людмила Улицкая, Рустем Адагамов, Филипп Дзядько, Ирина Ясина, Татьяна Лазарева, Михаил Шац, Сергей Пархоменко и Михаил Гельфанд. На выборах в Координационный совет Собчак заняла четвёртое место в общегражданском списке, набрав 32,5 тысячи голосов и уступив только Навальному, Быкову и Гарри Каспарову.
В совете Собчак занимала умеренные позиции, выступала за уход от антипутинских лозунгов и требования конкретных реформ. По свидетельству Константина Крылова, после выборов Собчак редко посещала заседания и не проявляла инициативы. По мнению одного из лидеров движения «Солидарность» Сергея Давидиса, Собчак относилась к медийным персонам, которые по какой-то причине приняли участие в выборах, а после спада протестной активности потеряли интерес, что и стало одной из причин неудачи всего проекта. Сергей Удальцов утверждал, что в Координационном совете задача Собчак заключалась в оттеснении на второй план более радикальных предложений в пользу «диалога с властями». Спустя год после избрания в октябре 2013 года Координационный совет фактически прекратил существование.

#### Президентская кампания

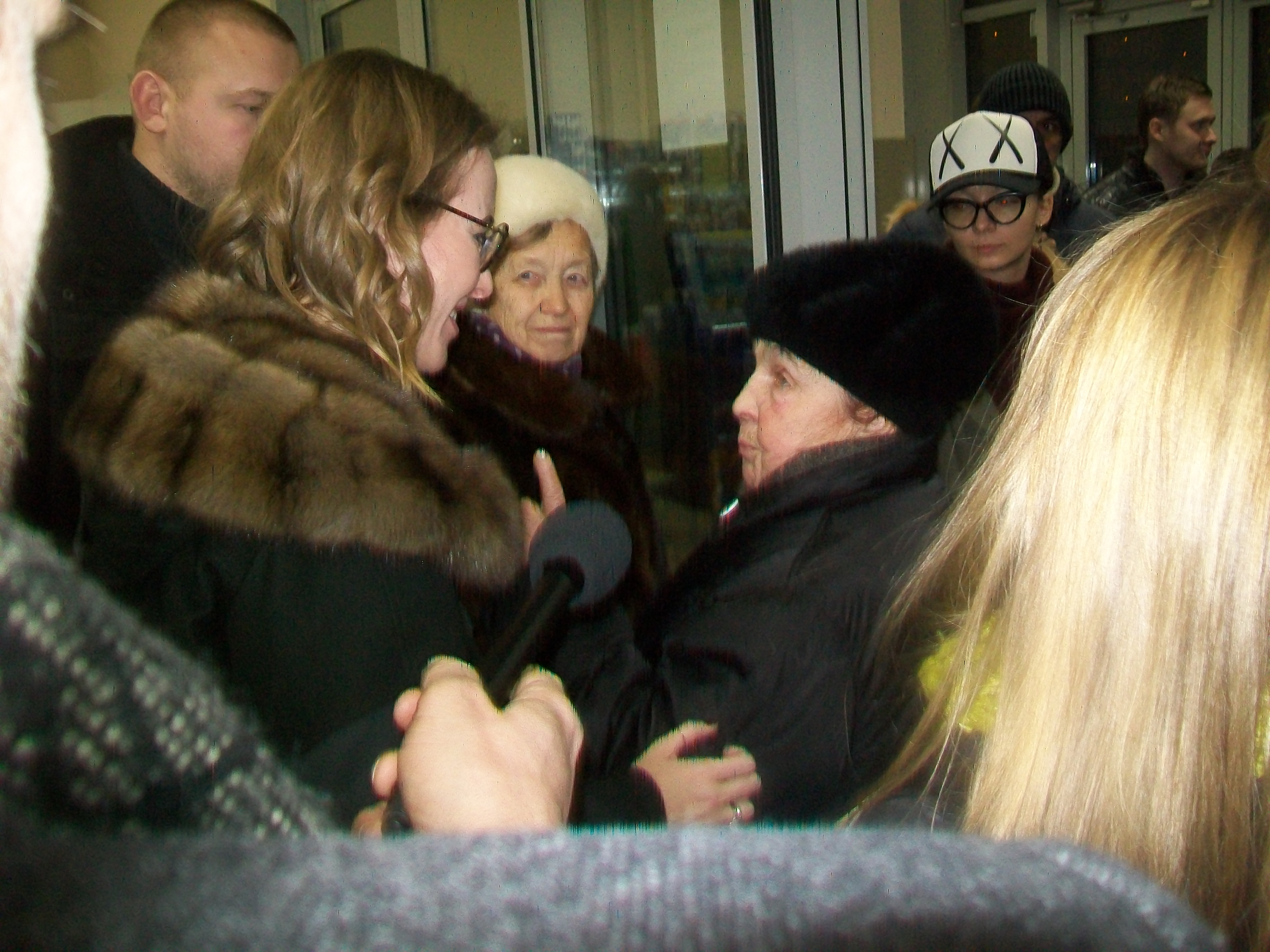
Ксения Собчак на встрече с екатеринбургскими пенсионерами

Впервые о возможном участие Собчак в президентских выборах 2018 года первого сентября упомянула газета «Ведомости», сославшись на источник в Администрации президента, назвавший телеведущую согласованной кандидатурой и идеальным спарринг-партнёром для Путина. Публикация вызвала недовольство Собчак, поскольку журналисты не удосужились получить комментарий у неё самой; телеведущая звонила владельцу газеты Демьяну Кудрявцеву и публично возмущалась в своём инстаграме. Пресс-секретарь президента России Дмитрий Песков опроверг заявления об обсуждении женщин-кандидатов, а Владимир Путин на вопрос о возможном выдвижении Собчак ответил: «Ну ради бога!».
Сообщение русской службы BBC о поиске главы предвыборного штаба, опубликованное в 20-х числах сентября, Собчак назвала провокацией и попыткой дискредитации, а также заявила о работе над проектом в области политической журналистики. Позднее в интервью тем же журналистам она призналась, что ещё в июле начала вести переговоры с потенциальными спонсорами, в августе занималась планированием кампании, а опубликованный «Ведомостями» материал о её выдвижении совпал с перечислением первого транша финансирования от спонсоров.

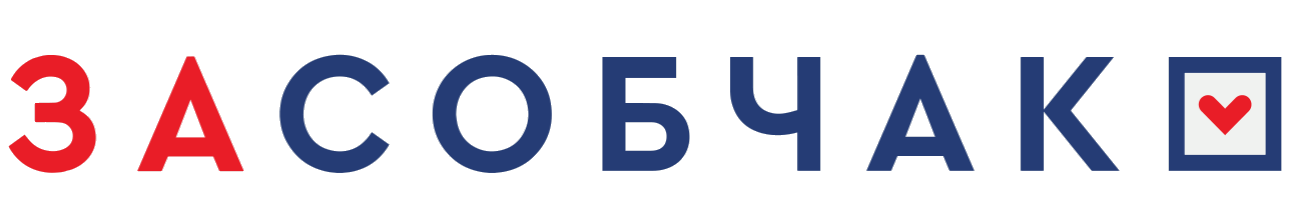
Логотип предвыборной кампании Собчак

10 октября журнал Glamour опубликовал интервью с Собчак, озаглавленное «Ксения Собчак президент — это стёб. Арт-проект очень высокого уровня», в котором выдвижение Собчак было представлено как решённый вопрос. 14 октября СМИ со ссылкой на анонимные источники написали о частной встрече Собчак с Путиным в рамках работы над документальным фильмом об Анатолии Собчаке. Пресс-служба президента отказалась комментировать информацию, а Собчак позднее утверждала, что на встрече поставила президента перед фактом своего выдвижения. 18 октября на сайте «Ведомостей» было опубликовано письмо, в котором Собчак официально заявила о своём выдвижении и пояснила, что считает участие в выборах лучшим законным способом выразить протест и что планирует стать своеобразной графой «против всех». Внимательные журналисты заметили по html-адресу страницы, на которой было размещено письмо, что публикация была датирована 30 сентября, а главный редактор «Ведомостей» Илья Булавинов отказался давать какие-то комментарии касательно публикации или слухов об участии Кудрявцева в предвыборной кампании Собчак. В интервью «Дождю» Собчак заявила о готовности обсуждать снятие своей кандидатуры, если Алексею Навальному удастся добиться регистрации в качестве кандидата. После объявления о выдвижении Собчак незамедлительно попала в эфир федеральных телеканалов, включая НТВ и шоу Андрея Малахова на «России-1».

##### Избирательный штаб
На первой пресс-конференции в качестве кандидата в президенты Собчак представила членов своего избирательного штаба. В него вошли:
- Игорь Малашенко — политолог и медиаменеджер, один из основателей телеканала НТВ, генеральный директор ТОО «Телекомпания НТВ» в 1993—1997 годах и директор телеканала RTVi в 2001—2009 годах, работал над избирательной кампанией Бориса Ельцина на выборах 1996 года. В кампании Собчак Малашенко стал начальником штаба. Его участие в избирательной кампании привело к конфликту с гражданской супругой — журналисткой Боженой Рынской, горячо поддержавшей кампанию Алексея Навального и критиковавшей участие Собчак в выборах[93]. Как призналась Собчак в эфире телепередачи «Пусть говорят», именно резкая реакция Божены на её выдвижение «подсказала» Собчак пригласить именно Малашенко на руководящую роль в штабе[94].
- Алексей Ситников — политтехнолог, в 1996 году работавший над президентской кампанией Бориса Ельцина, в 2003—2008 годах — советник Юлии Тимошенко. Ситникову приписывалось авторство знаменитой причёски Тимошенко с заплетённой косой. Планировалось, что в штабе Собчак Ситников будет отвечать за сбор подписей, работу с волонтёрами и другие направления[93]. Уже 31 октября Ситников покинул штаб Собчак вместе со своей командой, составлявшей большую часть персонала штаба. Пресс-секретарь Собчак отказалась комментировать случившееся, а Ситников в интервью рассказал о неразберихе в штабе и отсутствии финансирования, а саму кампанию назвал «придуманной на коленке»[95].
- Виталий Шкляров — политолог белорусского происхождения, работавший в кампаниях Ангелы Меркель, Барака Обамы и Берни Сандерса. До сотрудничества с Собчак в 2017 году Шкляров занимался созданием совместной с Дмитрием Гудковым коалиции «Объединённые демократы», которая успешно участвовала в муниципальных выборах в Москве, взяв 266 мест в 62 районах Москвы. В команде Собчак Шкляров отвечал за интернет-кампанию, для которой использовал программное обеспечение, первоначально разработанное для «Объединённых демократов»[96].
- Антон Красовский — журналист и телеведущий, глава штаба Михаила Прохорова на президентских выборах 2012 года. В 2012 году Красовский совместно с Сергеем Минаевым создал телеканал «Kontr.TV», который впоследствии характеризовал как «кремлёвский проект», занятый пропагандой[97]. Проект Красовский покинул в январе 2013 года после того, как совершил камин-аут в эфире, посвящённом закону о запрете пропаганды гомосексуализма среди несовершеннолетних. Собчак представила Красовского как человека, который будет модерировать дискуссии о ВИЧ: журналист является руководителем благотворительного фонда «СПИД.Центр»[93].
- Ксения Чудинова — журналистка и радиоведущая, бывший редактор изданий «Афиша», Time Out, бывший главный редактор журнала «Большой город», директор по внешним связям журнала «Сноб». В штабе Чудинова заняла должность пресс-секретаря кандидата в президенты Собчак[93].
- Марина Литвинович — политтехнолог, журналистка и правозащитница. В 1996—2002 годах Литвинович в качестве директора информационно-аналитического отдела Фонда эффективной политики занималась интернет-проектами участников президентских и парламентских выборов, участвовала в создании «Русского журнала», изданий Lenta.ru и Газета.ru. Затем в 2002—2004 годах она работала в избирательном штабе «Союза правых сил», была политическим консультантом Михаила Ходорковского, возглавляла избирательный штаб Ирины Хакамады на президентских выборах 2004 года, в 2005 — создала Фонд помощи жертвам террора и сайт «Правда Беслана», в 2006—2008 годах — входила в движение «Другая Россия» и занималась организацией несанкционированных «Маршей несогласных». В штабе Собчак Литвинович была доверена работа по сбору и анализу запросов и требований и организации взаимодействия с общественными движениями и активистами[93].
- Сергей Кальварский — клипмейкер, работавший с Михаилом Шуфтинским, Филиппом Киркоровым, Ириной Аллегровой и Леонидом Агутиным, главный режиссёр телекомпании «ВИD» и директор Дирекции художественных, развлекательных и просветительских программ Первого канала в 2004—2007 годах, генеральный продюсер компаний «Сохо Медиа» и «Гайд Парк» до 2014 года, бывший соведущий программы «Барабака и серый волк» на «Серебряном дожде». В кампании Собчак Кальварский занимался созданием видеороликов и материалов для Youtube[93].
- Авдотья Смирнова — кинорежиссёр, супруга бывшего руководителя администрации президента, главы государственной компании «Роснано» Анатолия Чубайса. Консультировала по вопросам инклюзивного общества[98].

Позднее к избирательному штабу Собчак присоединились:
- Рустем Адагамов — фотограф и блогер, в прошлом — владелец самого популярного блога в «Живом Журнале», в 2012—2013 годах — член Координационного совета российской оппозиции. В 2013 году экс-супруга обвинила Адагамова в растлении несовершеннолетней девочки в Норвегии, Следственный комитет начал в отношении блогера доследственную проверку, и тот покинул Россию. С 2015 года Адагамов находится в федеральном розыске. К штабу Собчак Адагамов присоединился 1 ноября 2017 года и стал ответственным за ведение избирательной кампании в социальных сетях. Комментируя сотрудничество с блогером, Собчак заявила, что считает уголовное преследование в отношении Адагамова реакцией на его активную политическую позицию, основанной на полностью выдуманных обвинениях[99].
- Тимур Валеев — бывший корреспондент Службы информации НТВ и креативный продюсер телеканала «Москва 24», с 2015 года — руководитель проекта «Открытые выборы» в «Открытой России» Михаила Ходорковского. Валеев присоединился к команде Собчак 8 ноября 2017 года, уйдя во временный отпуск в «Открытой России». В штабе Собчак Валеев заменил политтехнолога Алексея Ситникова и занимался развитием региональных штабов и сбором подписей за её выдвижение[100].
- Георгий Лобушкин — бывший пресс-секретарь социальной сети ВКонтакте и директор по стратегическим коммуникациям Mail.Ru Group в 2016—2017 годах. К штабу Лобушкин присоединился 10 ноября 2017 года и был направлен на развитие активности Собчак в социальных сетях[101].

#### Ход кампании
За неделю с 15 по 21 октября, согласно Медиалогии, Ксения Собчак заняла второе место по упоминанию на российском телевидении (12,4 %) и третье место среди федеральных телеканалов, до этого игнорировавших её персону (21 новостной сюжет, с 18 по 25 октября — 64 сюжета). Впервые за пять лет она выступила в прямом эфире на федеральном телевидении («Россия-1») в программе «Андрей Малахов. Прямой эфир», где помимо обсуждения личной жизни изложила ряд тезисов предвыборной программы, и в передаче Владимира Соловьёва.

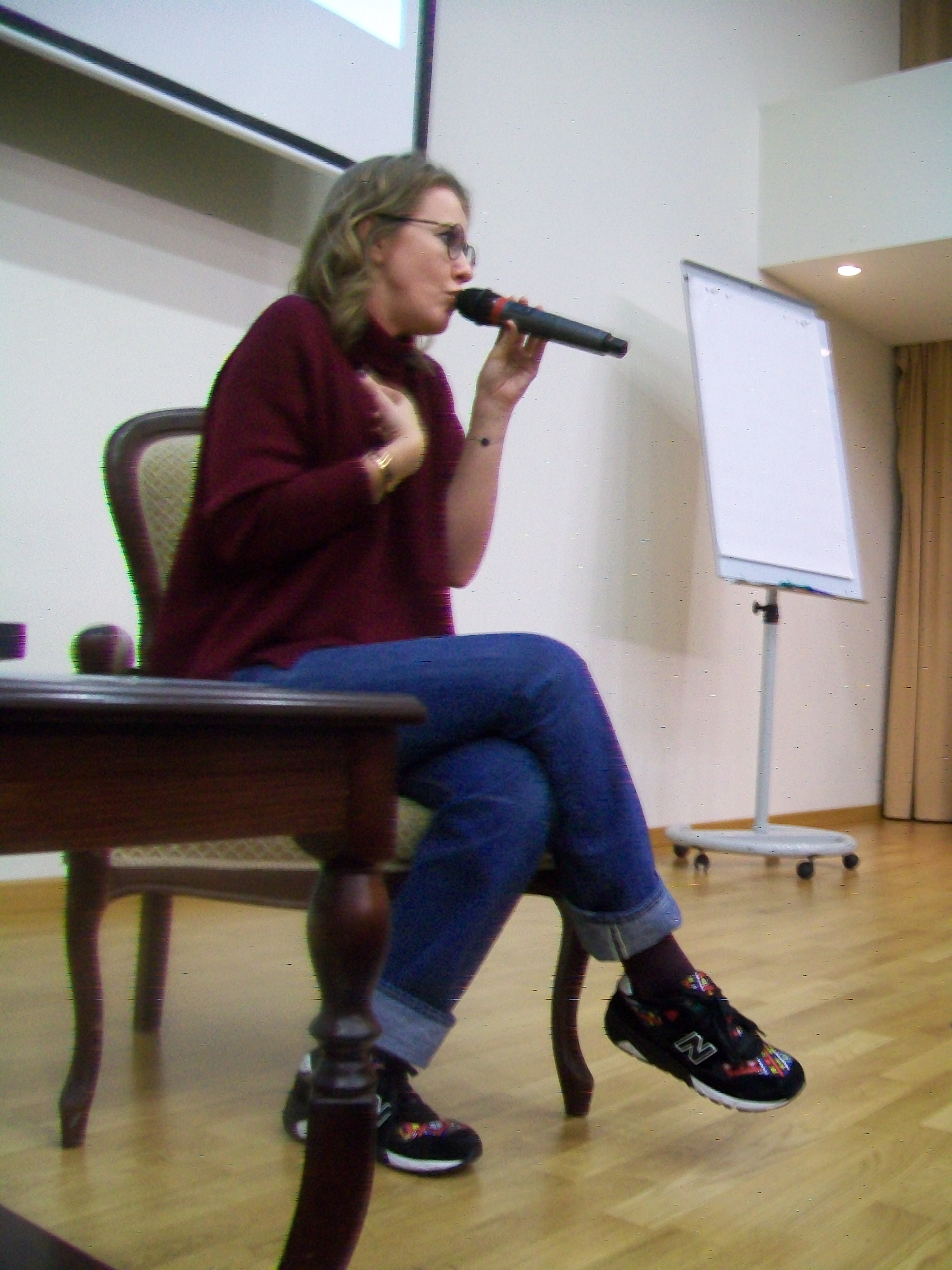
Ксения Собчак на встрече с журналистами в рамках предвыборной кампании 16 декабря 2017 года

Первоначально в октябре 2017 года Собчак допускала участие в выборах в качестве самовыдвиженца. В начале ноября Михаил Касьянов выступил с предложением выдвинуть Собчак в конфиденциальном обращении к членам федерального политсовета Партии народной свободы (ПАРНАС), однако предложение не получило широкой поддержки из-за возможных репутационных рисков. 15 ноября Собчак в совместном обращении с Андреем Нечаевым сообщила о создании предвыборной коалиции с «Гражданской инициативой», а на съезде 23 декабря 102 из 106 присутствовавших делегатов проголосовали за внесение Собчак в руководство партии, а 96 — за её выдвижение от «Гражданской инициативы». Для Собчак это означало уменьшение числа подписей, необходимых для выдвижения, с 300 тысяч до 100 тысяч.
На съезде «Гражданской инициативы» Собчак представила свою предвыборную программу «123 трудных шага» — 123 пункта изменений, разделённых на главы «Внутренняя политика», «Развитие экономики», «Социальная политика» и «Внешняя политика». В числе прочих мер Собчак пообещала увеличение пенсий и запрет на заморозку накоплений без одобрения парламента, дофинансирование сферы образования и совершенствование системы защиты диссертаций, создание парламентской республики с высокой автономией регионов и утверждение общеевропейских ценностей, легализацию однополых союзов и марихуаны. В качестве приоритета внутренней политики Собчак заявила повышение благосостояния граждан, внешней — выстраивание мирных добрососедских отношений.
Многие предложения Собчак дословно совпали с тезисами ранее презентованной программы Алексея Навального, но некоторые пункты принципиально различались. Были заимствованы у Навального и форматы взаимодействия с аудиторией: в ноябре команда Собчак заявила о планах создать Youtube-шоу, взяв за образец существующий канал «Навальный Live». Содержимое должны были составлять серьёзный контент и юмористические ролики для привлечения молодёжи. Сам Навальный счёл большую часть программы пунктами «для отвлечения внимания» и акцентировал внимание на двух предложениях Собчак: отказе от люстрации и гарантиях безопасности для всех лиц, занимавших высокие государственные посты, включая руководителей государственных корпораций. Журналисты также отметили в «123 шагах» несколько спорных моментов. В частности, Собчак не представила подробностей предложенной переработки 3—8 глав Конституции (почти половины основного закона), декларировала значительную перестройку экономики без описания конкретных реформ, а также высказала взаимоисключающие предложения: исключение из Уголовного кодекса статей, позволяющих привлекать людей к ответственности за «экстремистские» высказывания, одновременно с законодательным запретом на оправдание политики Иосифа Сталина и репрессий 20-х — 50-х годов.
В январе 2018 года соратник Навального Леонид Волков обвинил Собчак в том, что она устроила корпоратив на Бали в ходе предвыборной кампании. Это послужило причиной скандала в прямом эфире радиопередачи с участием Волкова, в ходе которой популярная ведущая категорически отрицала все обвинения, заявляя, что фотографии подложные.
31 января 2018 года Собчак предоставила в ЦИК 104929 подписей, из которых были отбракованы около 1,33 %, и проект постановления о регистрации Собчак был поддержан одиннадцатью голосами членов ЦИК при одном воздержавшемся. 8 февраля Собчак была зарегистрирована в качестве кандидата на выборах президента России.
Первым массовым мероприятием в качестве кандидата для Собчак стала встреча с избирателями в Екатеринбурге. В следующий раз она была приглашена на митинг в защиту Европейского университета, в попечительский совет которого входил её отец, хотя сама она за прошедший год не интересовалась судьбой заведения. Выступление вызвало негативную реакцию большинства митингующих, освиставших и заглушавших оратора, который потом назовёт их провокаторами. Не дождавшись окончания митинга, Собчак уехала в офис социальной сети «ВКонтакте» в Доме Зингера для торжественного открытия своего аккаунта.
Также известно, что 3 февраля 2018 года в Санкт-Петербурге на встрече с избирателями Ксения Собчак пообещала содействие в устранении необоснованной дискриминации части жителей блокадного Ленинграда.

#### Финансирование
Рассказывая о финансировании избирательной кампании на пресс-конференции 24 октября 2017 года, Собчак заявила, что готова вложить в кампанию средства, заработанные на мастер-классах «Теория успеха», а в числе недопустимых источников финансирования назвала криминальные структуры и «Кремль». 26 декабря Центральная избирательная комиссия предоставила Собчак разрешение на открытие специального счёта для формирования избирательного фонда, после чего кандидат внесла на него 19,44 миллиона рублей (из максимально возможных 40 миллионов рублей). В январе партия «Гражданская инициатива», от которой Собчак выдвигалась, перечислила на её избирательный счёт 77 миллионов рублей. Поначалу Собчак отказывалась рассказывать о спонсорах своей избирательной кампании, объясняя это нежеланием раскрывать имена людей, поддерживающих оппозицию. На предвыборной встрече в Омске в середине января Собчак пообещала сообщить имена спонсоров, если она будет зарегистрирована на выборах, и 20 февраля выполнила своё обещание. Она стала первым кандидатом в президенты России, который публично перечислил жертвователей кампании: закон требует раскрытия юридических лиц и числа частных доноров, сделавших пожертвование свыше 20 тысяч рублей, но не требует разглашения имён. Сумму пожертвований Собчак раскрыть отказалась, пояснив, что переводы сложно официально оформить с правовой точки зрения. Спонсорами кампании Собчак оказались:
- Сергей Адоньев — основатель компании «Скартел», работающей под брендом Yota, и совладелец Yota Devices. Партнёр главы госкорпорации «Ростех» Сергея Чемезова[121][122].
- Александр Федотов — президент издательского дома ACMG, выпускающего в России журналы L’Officel, Forbes, SNC и «ОК!». О финансовой поддержке Собчак Федотов заявил сам 3 февраля 2018 года. По его словам, та обратилась за его финансовой помощью в минувшем августе[119].
- Владимир Палихата — бывший президент концерна «Росэнергомаш», основатель инвестиционной группы Legacy Square Capital, российский издатель журнала о предпринимательстве Inc.[119]
- Александр Росляков — владелец транспортной компании «Онего Шипинг», получивший известность после участия в шоу «Секретный миллионер» на телеканале «Пятница!»[119].
- Вадим и Яна Расковаловы — владельцы сети спортивных клубов Sportlife и ювелирной компании Yana. Собчак рассказывала о Расковаловых как о близких друзьях, упоминая Вадима как друга детства: по её словам, они познакомились в Санкт-Петербурге, когда ей было 13 лет[119].
- Анатолий Цыбулевский — основатель и совладелец компании «Новые энергетические системы». По словам Собчак, Цыбулевский сам предложил ей помощь после начала кампании и поддержал её идеи[119].

##### Итоги голосования

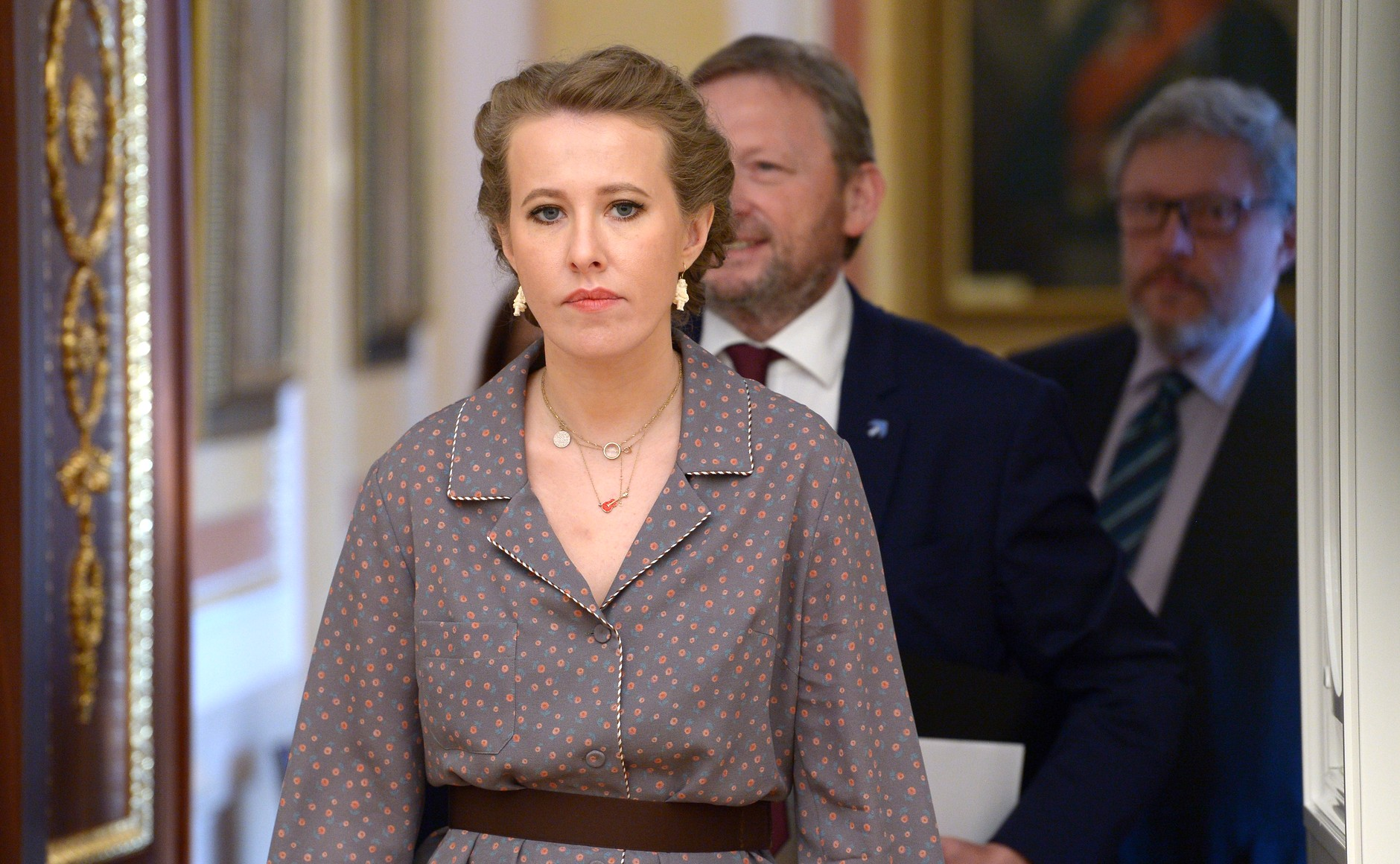
Перед встречей с Владимиром Путиным. Москва, Кремль,
19 марта 2018 года

По предварительным итогам голосования, опубликованным ЦИК 19 марта 2018 года по результатам обработки более 99 % протоколов, Собчак получила на выборах 1,66 % голосов при 76,65 % у Владимира Путина. 18 из 20 участков, где за Собчак было отдано наибольшее число голосов, были расположены в других странах. В Лондоне она получила 23,42 % (868 голосов), в Амстердаме за неё проголосовали 27 % (293 голоса). Наилучший результат Собчак получила на участке в Чувашии — 36,15 % (47 голосов). На пресс-конференции в своём избирательном штабе в день после выборов Собчак заявила, что предвыборная кампания была организована «грязно» по отношению к ней и её сторонникам, но отметила, что результаты голосования позволяют говорить о её перспективах в качестве политика.
В ходе поствыборной встречи кандидатов с Владимиром Путиным Собчак передала ему список 16 политических заключённых, который он позже поручил проработать. В список вошли: антифашист Александр Кольченко, учёный-«шпион» Владимир Лапыгин, осуждённый по делу «Ив-Роше» Олег Навальный, осуждённый за госизмену Пётр Парпулов, осуждённый за хранение наркотиков член ТИКа от КПРФ Сергей Резников, осуждённый по «делу 26 марта» активисты Станислав Зимовец, Александр Шпаков, Дмитрий Борисов и Алексей Политиков, активист Юрий Староверов, журналист РБК Александр Соколов и активист Валерий Парфёнов, блогер-«экстремист» Вадим Тюменцев, правозащитник Сергей Мохнаткин, бывший сотрудник «ЮКОСа» Алексей Пичугин.

##### Оценки президентской кампании
Возможное выдвижение Собчак в качестве кандидата на президентских выборах было воспринято неоднозначно. Многие соратники Собчак по протестному движению 2011—2012 годов сочли, что действия Собчак были выгодны кремлёвской администрации и согласованы с властью. Сравнительно мягко в отношении Собчак высказался Сергей Пархоменко, который предпочёл назвать Собчак не спойлером, а соперником, но не Путина, а Алексея Навального, поскольку Собчак участвовала в выборах без намерения одержать победу. Сам Навальный ещё до объявления об участии Собчак в выборах отмечал, что, несмотря на яркость, узнаваемость и привлекательность, она придерживается «людоедских взглядов на политику и экономику» и призывал её не участвовать в «омерзительной кремлёвской игре». Сергей Удальцов предположил, что предназначением Собчак на выборах станет повышение явки, поскольку старые кандидаты, такие как Владимир Жириновский, перестали интересовать электорат. С предположением о связях Собчак с Администрацией президента согласился Сергей Давидис, который отметил, что несогласованный кандидат не сможет без развёрнутой структуры и длительной подготовительной работы собрать подписи в свою поддержку, которые будут приняты Центральной избирательной комиссией. Одним из самых резких критиков Собчак выступил её бывший друг, бизнесмен-эмигрант Евгений Чичваркин. В октябре 2017 года он призвал Собчак отказаться от участия в «договорном матче с властью», поскольку тот легитимизирует кандидатуру Владимира Путина и вредит Навальному. Он охарактеризовал её как «флюгер», действующий ради собственной выгоды. Божена Рынска, также поддержавшая Навального, обрушилась на Собчак с гневной тирадой в твиттере, блогер Юрий Дудь назвал её выдвижение «странным» и «стрёмным», а бывший сопредседатель Союза правых сил и соперник Путина на президентских выборах 2004 года Ирина Хакамада охарактеризовала выдвижение Собчак как «фарс». Мнения политологов разделились, но многие сочли Собчак кандидатом-спойлером, призванным расколоть оппозиционный избирательный потенциал.
В конце дня президентских выборов, когда очевидный победитель был известен, Собчак обратилась с просьбой об эфирном времени Youtube-канала «Навальный Live» и обратилась к недопущенному до выборов оппозиционеру с предложением о сотрудничестве с «Партией перемен». Политик отверг предложение и назвал Собчак «чемпионом лицемерия», частью махинаций российских властей на президентских выборах и карикатурной оппозицией, призванной отвратить электорат от оппозиционных кандидатов. Навальный также рассказал о визите Собчак к нему домой осенью 2017 года, во время которого та призналась, что получила предложение существенного денежного вознаграждения за выдвижение и участие в президентской гонке. В числе прочего Навальный отметил инцидент в Кемеровской области, где штаб Собчак в день голосования отозвал направления для наблюдателей, подготовленных штабом Навального. Собчак отвергла обвинения в сговоре с властью, поклявшись здоровьем своего ребёнка а отзыв направлений объяснила нарушениями при их оформлении, которые допустило её доверенное лицо — режиссёр Александр Расторгуев.

#### Партия перемен
15 марта 2018 года Собчак и Дмитрий Гудков объявили о создании на базе партии «Гражданская инициатива» новой партии, получившей временное название «Партия перемен». Накануне публичного объявления свою поддержку новой партии выразили Михаил Ходорковский и движение «Открытая Россия». Собчак и Гудков отметили, что партия займёт «антипутинскую» позицию, будет добиваться ухода Владимира Путина с поста президента, снятия санкций и прекращения военных конфликтов, в которых участвует Россия. Политики планировали, что Гудков примет участие в выборах мэра Москвы осенью 2018 года, а Собчак — в выборах губернатора Санкт-Петербурга в 2019 году.
Гудков сообщил, что главной целью создаваемой партии станет прохождение в парламент — победа на парламентских выборах 2021 года. Он также отметил, что среди инициатив партии в случае прохождения в Госдуму будут отмена статьи 282 Уголовного кодекса РФ об экстремизме, а также усиление парламентского контроля за правоохранительными органами.
Съезд партии «Гражданская инициатива» был намечен на 23 июня 2018 года, тогда же она была переименована в «Партию перемен». При этом на региональные выборы 2018 года и сентябрьские выборы мэра Москвы партия пошла под старым названием. Накануне объявления даты съезда Собчак в своём инстаграме в один день выступила в поддержку кандидатуры Гудкова на пост мэра и одновременно опубликовала пост в поддержку действующего мэра Собянина, чем вызвала волну критики в оппозиционном сообществе.

### Гражданство Израиля
9 апреля 2022 года газета «Гаарец» со ссылкой на источники сообщила о получении Собчак гражданства Израиля благодаря корням по материнской линии. Сама Собчак отрицала это, а позже высмеивала решивших получить израильское гражданство россиян. Директор департамента госбезопасности Литвы Дарюс Яунишкис сообщил, что с 26 октября 2022 года Собчак находится в стране как гражданка Израиля.

### Уголовное дело о вымогательстве у Сергея Чемезова
В октябре 2022 года стало известно, что Собчак является подозреваемой по уголовному делу коллег и сотрудников (её коммерческого директора проекта «Осторожно Media» Кирилла Суханова, бывшего главного редактора журнала Tatler, администратора канала «Тушите свет» Ариана Кузьмина (Романовского) и журналиста Тамерлана Бигаева) о вымогательстве 11 миллионов рублей (пункт «б» части 3 статьи 163 УК РФ) у главы «Ростеха» Сергея Чемезова за нераспространение компрометирующей информации в телеграм-канале «Тушите свет».
В ночь на 26 октября 2022 года Собчак по паспорту гражданина Израиля выехала из России через Белоруссию в Литву. Вернувшись затем в Россию, 17 ноября извинилась перед Чемезовым за действия своих коллег в связи с делом о вымогательстве.
Мать Тамерлана Бигаева утверждала, что Собчак не предлагала никакой помощи семье фигуранта уголовного дела.
12 февраля 2024 года Хамовнический суд Москвы приговорил Кирилла Суханова к 7,5 года колонии, Ариана Романовского и Тамерлана Бигаева — к 7 годам. По этому поводу Ксения Собчак опубликовала в Telegram-канале следующий текст: Нет слов. Это не просто несправедливость. Это гораздо больше. Я выполнила всё, все договоренности, чтобы было смягчение. Зачем вы ломаете жизнь людям? За что 7,5 лет? За что такая несоразмерность? Просто отомстить?. 2 сентября 2024 года по результатам рассмотрения апелляционных жалоб Мосгорсуд смягчил приговоры Бигаеву и Романовскому с 7 до 5 лет, а Суханову с 7,5 до 5,5 лет.

## Взгляды

### СССР
В рамках своей президентской кампании, в преддверии 100-летнего юбилея Октябрьской революции Собчак высказывалась за перезахоронение тела Владимира Ленина, считая нахождение тела коммунистического вождя в мавзолее на Красной площади одной из причин упадка нравов в стране: «то Средневековье, в которое мы сейчас проваливаемся, это, в том числе, потому, что в XXI веке у нас на главной площади страны лежит труп человека». Высказываясь об Иосифе Сталине в ходе мероприятий, посвящённых памяти жертв политических репрессий, Собчак назвала его «кровавым палачом и преступником», инициатором геноцида русского народа, виновником многочисленных жертв в годы коллективизации и потерь, которые Красная армия понесла в начале Великой Отечественной войны из-за репрессий в отношении командного состава в 1937—1938 годах. По мнению Собчак, вопреки распространённой положительной точке зрения на сталинский период, его усилиями Россия была отброшена в развитии на сотню лет назад, а выстроенную им политическую систему, при которой власть в стране принадлежит чекистам, не смогли разрушить ни Михаил Горбачёв, ни Борис Ельцин.

### Украина и Крым

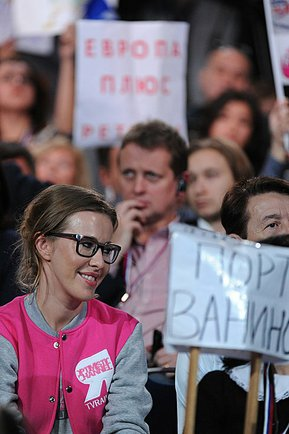
Корреспондент телеканала «Дождь» Ксения Собчак на большой пресс-конференции Владимира Путина, 18 декабря 2014 года

В декабре 2013 года Собчак посетила Киев, чтобы взять интервью у активных участников политических протестов Владимира и Виталия Кличко. Во время поездки Собчак также посетила Евромайдан, а после рассказывала об участниках протеста на майдане Незалежности. В марте 2014 года после аннексии Крыма Россией Собчак называла случившееся блестящей политической комбинацией, отмечая, что единственная в своём кругу поддерживает подобную точку зрения. В интервью польскому Newsweek в марте 2015 года Собчак отметила, что испытывает к Крыму ностальгические чувства, знакомые большинству советских подростков, и оказавшись на месте президента России, возможно, и сама осмелилась бы на аннексию Крыма. При этом в интервью радио «Свобода» она сказала, что «Крым — наш огромный геморрой на ближайшие лет сто. Его уже явно не вернут. А что с ним делать — непонятно. Это такая история, которую всем расхлёбывать очень долго».
Позднее публичное отношение Собчак к аннексии Крыма и событиям на востоке Украины переменилось. На пресс-конференции после объявления об участии в президентских выборах Собчак назвала нелегитимными действия России в Крыму, однако сочла, что вопрос возврата полуострова требует отдельных обсуждений и компромиссов. 9 ноября в интервью CNN Собчак отметила, что в соответствии с нормами международного права Крым принадлежит Украине, а также поддержала введённые в отношении России санкции в связи с украинскими событиями 2014 года.
На встрече с участниками Русского общества при Оксфордском университете Собчак назвала прошедший референдум о статусе Крыма 2014 года абсолютно незаконным, а возвращение полуострова Украине решением высшего руководства аморальным по отношению к живущим на полуострове русским. Она предложила вместе с «международными наблюдателями» провести новый, большой и честный референдум.
Собчак заявляла, что не планирует вести агитацию в Крыму, однако её штаб воспользовался возможностью бесплатно разместить в № 31 (20238) «Крымской газеты» от 21 февраля 2018 года рекламный материал кандидата в президенты Российской Федерации, что было многими расценено как нарушение обещаний.
В марте 2018 года Собчак заявила, что направила украинским властям письмо с просьбой о проезде в Крым через территорию Украины. МИД Украины факт каких-либо запросов опроверг, а глава ведомства Павел Климкин счёл идею запроса законного въезда для ведения нелегитимной кампании на нелегитимных выборах на оккупированной территории «проявлением шизофрении». Вскоре сайт «Миротворец», связанный с украинским политиком Антоном Геращенко и посвящённый установлению личностей людей, вовлечённых в конфликт на востоке Украины на стороне непризнанных республик, включил Собчак в свою базу данных «за незаконное пересечение государственной границы Украины с целью проникновения в оккупированный Россией Крым в апреле 2014 года. Манипулирование общественно-значимой информацией с целью получения политических дивидендов. В 2014 году оправдывала российскую оккупацию АР Крым». Причиной стал визит Собчак и Красовского в Крым в апреле 2014 года, репортаж о котором вышел в журнале «Сноб» под заголовком «Исконно няш» и со следующей подводкой: «Проведя в середине апреля три дня на освобождённых территориях Российской Федерации, Ксения Собчак и Антон Красовский встретились с соотечественниками и поговорили с ними о будущем Крыма».
Поддержала заключённого (на тот момент) в России украинского режиссёра Олега Сенцова.
Собчак приветствовала избрание Владимира Зеленского на пост президента Украины. В связи с этим событием Собчак упомянула, как снималась с Зеленским в юмористической передаче и сидела у него на коленях.
24 февраля 2022 года, после начала российского вторжения на Украину, Собчак написала в Instagram:

Мы все теперь заперты в этой ситуации. Выхода нет. Мы, россияне, ещё много лет будем расхлёбывать последствия сегодняшнего дня. Теперь я буду верить только в самые худшие сценарии. Хотя всегда была оптимистом. Хотя все, кто остался в России сейчас, — оптимисты. Пессимисты все давно уехали.

### Конфликт с Чулпан Хаматовой
В апреле 2012 года Собчак была соведущей церемонии вручения национальной кинопремии «Ника». Особенностью церемонии того года стало вручение отдельной премии не за творческие достижения, а за благотворительную деятельность, получателем которой стали руководители фонда «Подари жизнь» Чулпан Хаматова и Дина Корзун. Перед награждением актёр Евгений Миронов выступил в защиту лауреаток от критики, которой они подверглись за youtube-видеоролик с участием Хаматовой в поддержку кандидатуры Владимира Путина на президентских выборах. После вручения премии Собчак воспользовалась возможностью задать Хаматовой неудобный вопрос о мотивах её поступка, что было резко негативно воспринято окружающими. Соведущий церемонии и руководитель премии Юлий Гусман укорил Собчак за бестактность и попросил прекратить незапланированную политическую дискуссию, на что та ответила заявлением о «свободе слова». Зал освистал Собчак и потребовал её удаления со сцены, а вернувшийся из-за кулис Миронов обвинил ведущую в самопиаре. Позднее мнения о неуместности поступка Собчак и необъективности её претензий высказали режиссёры Тигран Кеосаян и Алексей Герман-младший. Позднее Собчак отстаивала свою позицию и называла себя «правдорубом», но принесла извинения Хаматовой и выступила в качестве ведущего благотворительного аукциона фонда «Подари жизнь». Одним из последствий скандала стало то, что, опасаясь бестактности Собчак, устроители премии «Муз-ТВ — 2012» отказались от её услуг.

### Высказывания о полных людях
Собчак известна резкими высказываниями в адрес полных людей, за которые подвергалась критике со стороны других представителей шоу-бизнеса и части аудитории своих социальных сетей. В августе 2015 года причиной скандала стало сделанное в инстаграме телеведущей заявление о её идеалах женской красоты и неприязни к полным людям, сопровождавшееся предложением «оставить женщин с формами и округлостями дальнобойщикам». На мнение Собчак резко отреагировали подписчики её инстаграма, Божена Рынска и Анфиса Чехова выступили с осуждением Собчак в своих социальных сетях, а плюс-сайз модель Диляра Ларина призвала к флешмобу против телеведущей с хештегом #саматыжирная.
В апреле 2017 года во время обсуждения в программе «Бремя новостей» на «Дожде» иска к «Аэрофлоту», направленного стюардессой, обвинившей компанию в дискриминации из-за роста и размера одежды, Собчак выступила в защиту авиакомпании. Собчак выступила в защиту права пассажиров не смотреть на «жирных и некрасивых» и заявила, что в стюардессы незачем идти тем, у кого «жопа вот такого размера».
В июле того же года Собчак назвала отвратительной фотографию плюс-сайз модели и сторонницы идей бодипозитивизма Эшли Грэм для французского Elle. В защиту модели выступили редакции российского и украинского Cosmopolitan, назвавшие высказывание Собчак неприличным и указавшие на несовершенство её собственной фигуры.

### Прочее
В июне 2019 году Собчак раскритиковала телеведущую Елену Малышеву за то, что та использовала слова «кретины» и «кретинизм» в рамках образовательной медицинской передачи про больных детей.

### Конфликт в Среднеуральском монастыре
26 июня 2020 года Ксения Собчак приехала в Екатеринбург на второй церковный суд над скандально известным схимонахом Сергием (Романовым). Она собиралась снять фильм о Сергии и телесных наказаниях в монастыре. В составе съёмочной группы она проникла в монастырь без разрешения, в результате чего случилась потасовка.
Телеведущий Владимир Соловьёв, осудив потасовку, напомнил о ряде предыдущих антихристианских провокаций Собчак, в частности, про её пьяную пляску у храма с упоминанием дела Pussy Riot и венчание в катафалке и свадьбу со стриптизом в наряде монашки среди танцоров-трансвеститов. Эксперт по проблемам этнокультурной и религиозной тематики телеведущий Максим Шевченко в критическом обзоре тоже осудил Собчак. Юрист и политик Наталья Поклонская, считавшаяся духовным чадом Сергия, заявила, что инцидент и подобные провокации вызывают сожаление. Инцидент вызвал и ряд сатирических публикаций с ненормативной лексикой: рок-музыкант Сергей Шнуров посвятил стих Ксении и «монахам-каратистам», критик христианства публицист Александр Невзоров посвятил событию выпуск своей передачи, сама Собчак в монашеском одеянии исполнила «покаянную» пародию на арию Квазимодо «Belle» мюзикла «Нотр-Дам де Пари». Ситуация имела дополнительную остроту в связи с тем, что на этой же неделе Ксения сломала нос и, из-за её публикации касательно убийства Джорджа Флойда в США, её обвинили в расизме и с нею разорвала контракт компания Audi, что нашло отражения в сатирических публикациях.

### Конфликт на ПМЭФ
На Петербургском экономическом форуме-2021 Собчак снимала посетителей. Она обратилась с вопросом: «А вы на какую панель пришли?» основателю компании по оказанию юридических услуг «Троицкая и партнёры» Эльнаре Троицкой. Она оскорбилась и подала в суд с требованием удалить видео заплатить в качестве компенсации 50 миллионов рублей. В феврале 2022 года суд принял решение, что фразы «форумчаночка» и «охотница за випами» не могут порочить честь, достоинство или деловую репутацию человека.

## Критика

### Светская жизнь

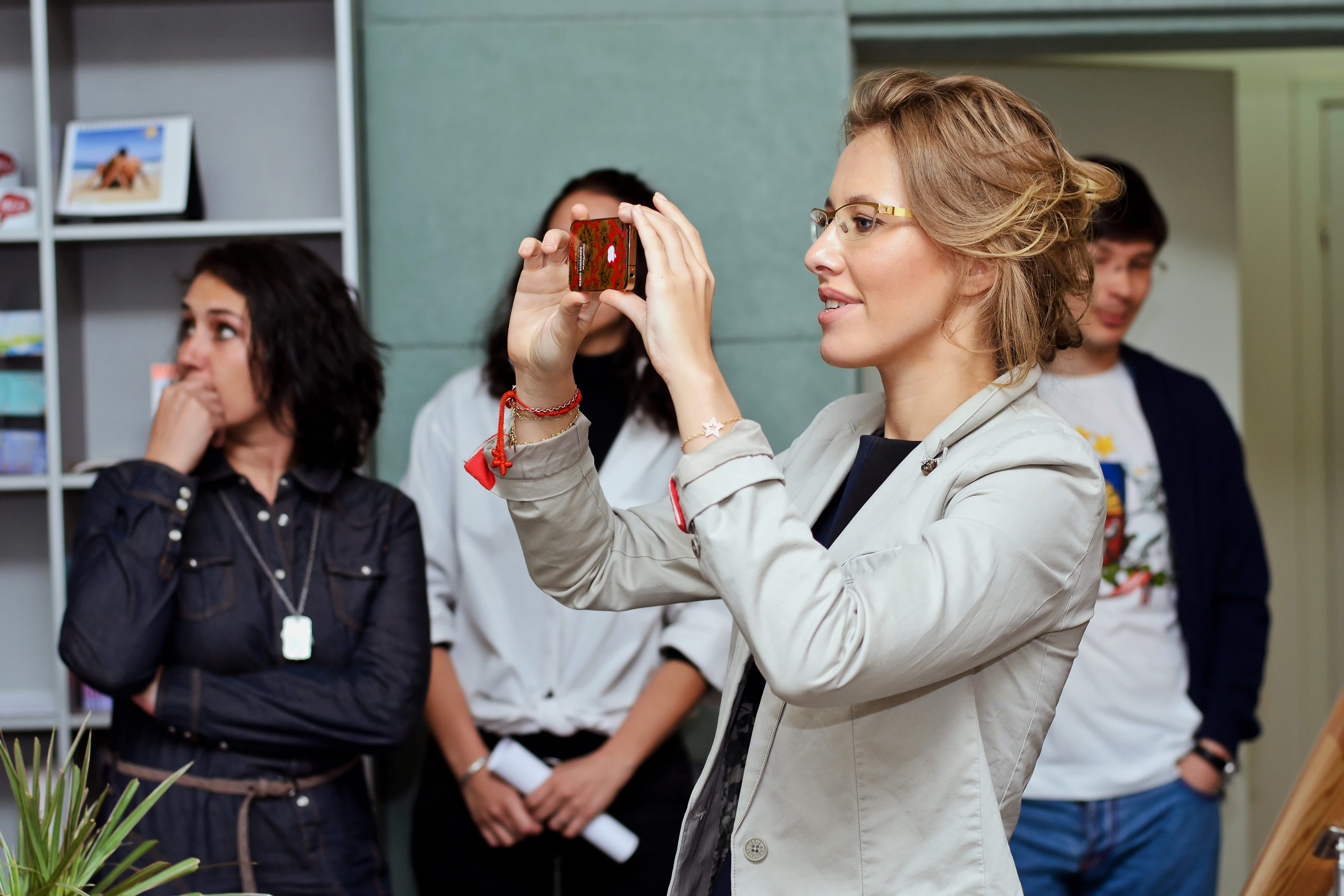
Ксения Собчак, февраль 2013

Собчак стала героем светской хроники в начале 2000-х годов. Вместе со своей матерью она часто появлялась на светских мероприятиях. Став соведущей шоу «Дом-2», Собчак начала чаще общаться с известными политиками. Например, в 2005 году Собчак участвовала в торжественной церемонии закладки первого камня в фундамент аквапарка в чеченском Гудермесе вместе с Рамзаном Кадыровым. Собчак называли «русской Пэрис Хилтон», а её карьера в реалити-шоу, скандальные связи и отношения были в центре внимания российских таблоидов. Как отмечало интернет-издание «Медуза», в те годы имя Собчак стало синонимом российского развлекательного телевидения, что соответствующим образом отразилось на её репутации. В российском обществе, в том числе в СМИ, Собчак часто именовалась «светской львицей», издание «Русский репортёр» называл её «главным поп-символом ушедших нулевых». Этот образ многими критиковался. Обозреватель «Российской газеты» Юрий Богомолов на протяжении многих лет в своих статьях неодобрительно отзывался о Собчак: «…в телеэкран она просунулась благодаря отчасти знатному происхождению и по большей части потому, что примелькалась на виповских мероприятиях», «Собчак сама по себе без маски-оторвы, без маски-стервы — никто и зовут её никак».
На фоне кризиса конца 2000-х годов «гламур нулевых» вышел из моды. Как отмечал Николай Усков в статье для Tatler, совладелец «Серебряного дождя» Дмитрий Савицкий, с которым у Собчак был роман, помог ей сформировать новый образ интеллектуалки, который сменил «блондинку в шоколаде». Смена имиджа затронула и манеру общения, включая интервью, которые она совместно с Ксенией Соколовой брала у известных общественно-политических деятелей для журнала GQ. Позднее в протестные 2011—2013 годах Собчак нашла новый образ, более соответствующий ситуации — бесформенная клетчатая рубашка, джинсы, кожаная куртка, большие хипстерские очки, кроссовки. В контексте ситуации, когда Собчак параллельно ведёт острую программу на «Дожде», а чуть позже — «явно жёлтую передачу на соседнем гламурном канале или церемонию вручения какой-нибудь музыкальной премии», российский тележурналист Владимир Кара-Мурза-старший выделил своеобразные «два лица» телеведущей.
В апреле 2013 года неизвестные опубликовали аудиозапись разговора Собчак с председателем ТСЖ, где она выражает недовольство шумом, который по утрам устраивают соседские дети. Самих детей при этом Собчак охарактеризовала как «маленьких гадёнышей», а также использовала более грубые формулировки с матерной лексикой. Комментируя скандал, Собчак заявила, что запись была смонтирована из разных фрагментов её выступлений по совершенно другим поводам.
"В феврале 2019 года обвинила лидера группы «Ленинград» Сергея Шнурова в том, что он причастен к блокировке интервью с его бывшей супругой Матильдой, вышедшего ранее на YouTube-проекте журналистки «Осторожно, Собчак». В ответ Шнуров заявил, что Собчак «элементарно не умеет читать» и обратил внимание Собчак на сообщение о блокировке, где сказано, что видео заблокировано по требованию телекомпании «ВИД» (в связи с использованием без разрешения правообладателя заставки шоу телеведущей Оксаны Пушкиной).
В апреле 2019 года в своём Instagram связала пожар в соборе Парижской Богоматери с протестами членов французских профсоюзов, которые требуют повысить заработную плату: «Моя любимая Франция стала такой страной, где бьют витрины дорогих бутиков просто потому, что они дорогие, каждую неделю бастуют охреневшие от собственной важности профсоюзы», а в телеграм-канале написала: «Грёбаные социалисты… Угробили мой самый любимый город в мире крысами, бомжами и радикальной толерантностью». Многие пользователи соцсетей (включая юмориста Максима Галкина) выразили своё несогласие с такой позицией.
В мае 2019 года опубликовала в соцсетях ряд фотографий из своей поездки по Италии с Константином Богомоловым. При этом СМИ обратили внимание на небрежный стиль одежды, отсутствие макияжа и сигарету в руке политика и журналистки. В связи с последним в ряде медиа напомнили о словах самой Собчак: «Курение — признак лошизма и бедности».
Была участницей «голой» вечеринки Анастасии Ивлеевой. Изначально на критику сего мероприятия ответила: «Но, простите, куда и когда взрослым людям ходить с голой ж**** — это их личное дело. Мир несправедлив — был, есть и будет всегда. Где-то убивают, где-то голодают дети, а где-то в это время пьют шампанское. Никакой траур не может длиться вечно». Однако после приняла участие в массовых извинениях её участников. 5 января объявила о запуске проекта по помощи в переселении жителям подвергнувшегося обстрелам ВСУ Белгорода, в акции приняла участие певица Лолита.

### В культуре
- Образ скандалистки и «светской львицы» неоднократно транслировался через клипы, в которых снималась Собчак. В 2007 году она появилась в образе царицы в мехах в видеоклипе на композицию «Потанцуй» из дебютного альбома Тимати Black Star[215]. В 2013 году Собчак создала образ Оксаны Север и сняла клип на песню «Родному», который получил премию RU.TV. За образ скандальной звезды шансона была номинирована на премию «ТОП 50. Самые знаменитые люди Петербурга» от журнала «Собака.ru» и взяла для издания интервью у своего альтер эго[216][217]. В 2016 году группа «Ленинград» выпустила клип на песню «Очки Собчак», в котором Ксения Собчак выступила в камео-роли успешной покровительницы проститутки[218].
- Ксению Собчак многократно пародировали в телепередаче «Большая разница»[219].
- В русификации популярной MMORPG World of Warcraft персонаж «Херис Пилтон», являющийся пародией на американскую знаменитость Пэрис Хилтон, получил имя «Псения Кобчак»[220].
- Являлась одним из основных персонажей телевизионного мульт-шоу «Мульт личности»[221].
- Стихотворение поэта Орлуши (Андрей Орлов) «Про Ксению Собчак»[222].

### Признание
С 2006 года Собчак стабильно входит в десятку женщин года по опросам ВЦИОМ, а в опросе «Левада-Центра», проведённом осенью 2012 года на тему «Кого вы можете назвать настоящей женщиной?», Собчак заняла 7-е место. Среди телеведущих с Собчак соперничал по популярности только Андрей Малахов, а по данным фонда «Общественное мнение», в 2012 году Собчак стала самым узнаваемым «оппозиционным лидером», правда положительно к ней относились 23 % респондентов, а отрицательно — 57 %. По данным ВЦИОМ, на 2015 год Собчак была известна 95 % россиян, 60 % опрошенных сообщили, что относятся к ней «скорее отрицательно», 21 % — «положительно».
В январе 2012 года Собчак была включена в десятку самых влиятельных российских женщин, составленную радиостанцией «Эхо Москвы» при поддержке агентства «Интерфакс», РИА Новости и журнала «Огонёк». В соответствующем рейтинге 2014 года заняла 22-е место.
В мае 2012 года Собчак была награждена премией «Власть № 4» в номинации «Лучший проект в области политических медиа» за телепрограмму «Госдеп-2» (продолжение «Госдепа с Собчак»).
В 2022 году заняла 2 место в рейтинге инфлюенсеров-блогеров Romir Influence Ranking.

### Авария в Сочи
9 октября 2021 на трассе между Адлером и Красной Поляной автомобиль Mercedes, в котором находилась Ксения Собчак, попал в ДТП. Водитель «Мерседеса» во время обгона выехал на встречную полосу и лоб в лоб столкнулся с «Фольксвагеном». Погибла пассажирка «Фольксвагена», вторая пассажирка и водитель получили серьёзные травмы, Ксения получила сотрясение мозга и травмы разной степени тяжести, однако не была госпитализирована, а с места ДТП пересела в другой автомобиль и через 40 минут вылетела из аэропорта Адлера. Водитель «Мерседеса» Олег Цой взял вину на себя. Позже в МВД сообщили, что по делу признаны потерпевшими 5 человек. А причиной аварий стало нарушение ПДД водителем «Мерседеса».
Суд в Сочи приговорил водителя, который вёз Собчак, к двум годам лишения свободы в колонии-поселении.

### Джинса
Согласно расследованию команды Алексея Навального от 2023 года, в 2021 году фирма Собчак «Джун и джулай» получила заказ от московской мэрии на исследование рынка моды от Агентство креативных индустрий, в дальнейшем сама Собчак активно расхваливала мэра Москвы Сергея Собянина и наравне с агентством «Москва», Mash, Маргаритой Симоньян и Владимиром Соловьёвым опубликовала в своём телеграм-канале «Кровавая барыня» пост о том, что Собянин взял мобилизацию в Москве под контроль. В 2022 году Собчак была внесена ФБК в список коррупционеров и разжигателей войны, с предложением введения против неё международных санкций, так как она «вовлечена в коррупционную схему мэра Москвы Сергея Собянина. Получает государственные средства из бюджета Москвы на пиар Сергея Собянина и деятельности правящего политического режима под видом оказания услуг Москве».

## Личная жизнь

### Религия
В детстве Собчак получила крещение, но неоднократно меняла своё отношение к религии. В рамках совместного с Ксенией Соколовой интервью с Иваном Охлобыстиным для журнала GQ в 2007 году Собчак призналась, что, несмотря на деда-раввина, является атеисткой. Позднее, в 2012 году, во время скандала вокруг выступления панк-группы Pussy Riot в Храме Христа Спасителя, Собчак объявила себя верующей. В этом же году в ходе дискуссии с главой синодального Отдела по взаимоотношениям Церкви и общества протоиереем Всеволодом Чаплиным Собчак сообщила, что является верующим, но не религиозным человеком. В ходе общения с Чаплиным Собчак также укорила Русскую православную церковь за исторически сложившуюся провластную позицию, но отметила, что принимает её с позиций буддизма и даосизма. Впоследствии Собчак неоднократно поздравляла аудиторию своих социальных сетей с религиозными праздниками, а в январе 2018 года во время своей президентской кампании приняла участие в крещенских купаниях.
Отдельные поступки Ксении Собчак подвергалась критике со стороны некоторых православных: так, в 2012 году совместно с российским дизайнером Собчак выпустила футболку, на которой была изображена в образе Богородицы с журналом SNC в руках, в апреле 2015 года Ксения выложила фотографию себя в одежде священнослужителя с приклеенной к лицу бородой. После скандала Собчак со Среднеуральским женским монастырём она вновь подверглась критике за антихристианские провокации.
1 января 2018 года опубликовала на своей странице в инстаграме запись с подписью «Пусси Райот уже не те» и фотографией как она в Новый год в компании своего мужа Максима Виторгана пьяная танцует под музыку у входа в православный храм.
В 2019 году совершила эпатажное венчание в катафалке, а затем на своей свадьбе исполнила танец со стриптизом в наряде монашки среди танцоров-трансвеститов. Это вызвало протест верующих, было направлено прошение патриарху Кириллу отлучить от церкви её мужа режиссёра Константина Богомолова и направлено заявление в Генеральную прокуратуру РФ «об оскорблении чувств верующих».

### Семья и отношения
В интервью Собчак отмечала, что в возрасте 18 лет впервые вступила в гражданские отношения, чтобы перестать жить с родителями. Первым человеком, которого СМИ характеризовали как потенциального жениха Собчак, стал предприниматель, председатель совета директоров энергетической компании «Феникс-Холдинг» Вячеслав Лейбман. Собчак познакомилась с Лейбманом в Санкт-Петербурге в 1999 году, после поступления Собчак в МГИМО Лейбман последовал за ней в Москву. Пара рассталась после того, как Собчак заподозрила Лейбмана в интриге с Анастасией Волочковой, и этот инцидент положил начало многолетней взаимной неприязни телеведущей и балерины. Впоследствии Волочкова заявила, что Собчак тайком осуществляла видеосъёмку их совместного посещения бани и сделала аудиозапись их интимных разговоров о личной жизни. Аналогичный конфликт Собчак пыталась инициировать с экс-депутатом Госдумы, актрисой Марией Кожевниковой. Когда Кожевникову выбрали в парламент, Собчак опубликовала её фото в крайне пикантном ракурсе с демонстрацией нижнего белья под юбкой. По словам самой Кожевниковой, она не стала поддаваться на эту провокацию.
В 2001 году у Собчак случился роман с владельцем гостиницы «Рэдиссон Славянская» Умаром Джабраиловым. Несмотря на 23-летнюю разницу в возрасте, СМИ приписывали паре серьёзный роман и скорую свадьбу, но позднее приобрела популярность версия о том, что роман с дочерью Анатолия Собчака был выигрышным рекламным ходом предпринимателя. Следующим партнёром Собчак стал предприниматель Александр Шустерович, который занимался поставками урана в Россию. На дне своего рождения в 2005 году Собчак анонсировала скорую свадьбу, гости получили приглашения, а свадебное платье для телеведущей подготовил модельер Валентин Юдашкин, однако в последний момент торжество было отменено. Утверждалось, что Шустерович инициировал разрыв под давлением родственников, сама Собчак в то время отмечала, что не готова к замужеству.
В том же 2005 году Собчак завязала роман со своим работодателем, генеральным директором «Серебряного дождя» Дмитрием Савицким. Пара прожила в гражданском браке 2 года и распалась в 2009 году, тогда же Собчак появилась на публике в обществе друга Савицкого, вице-президента «Альфа-телеком» и совладельца «Евросети» Олега Малиса. Светская хроника отмечала, что во время романа с Собчак Малис оставался гражданским мужем модели Елены Ляндрис, матерью детей предпринимателя. Также в 2010 году у Собчак завязался непродолжительный роман с Евгением Папунаишвили — партнёром телеведущей по телешоу «Танцы со звёздами».

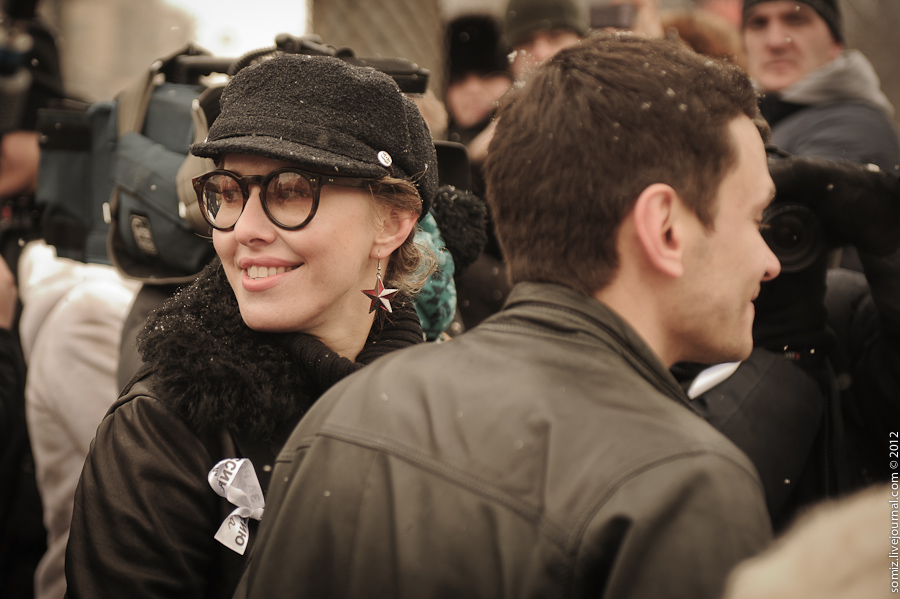
Ксения Собчак и Илья Яшин на акции за честные выборы в Москве, 26 февраля 2012 года

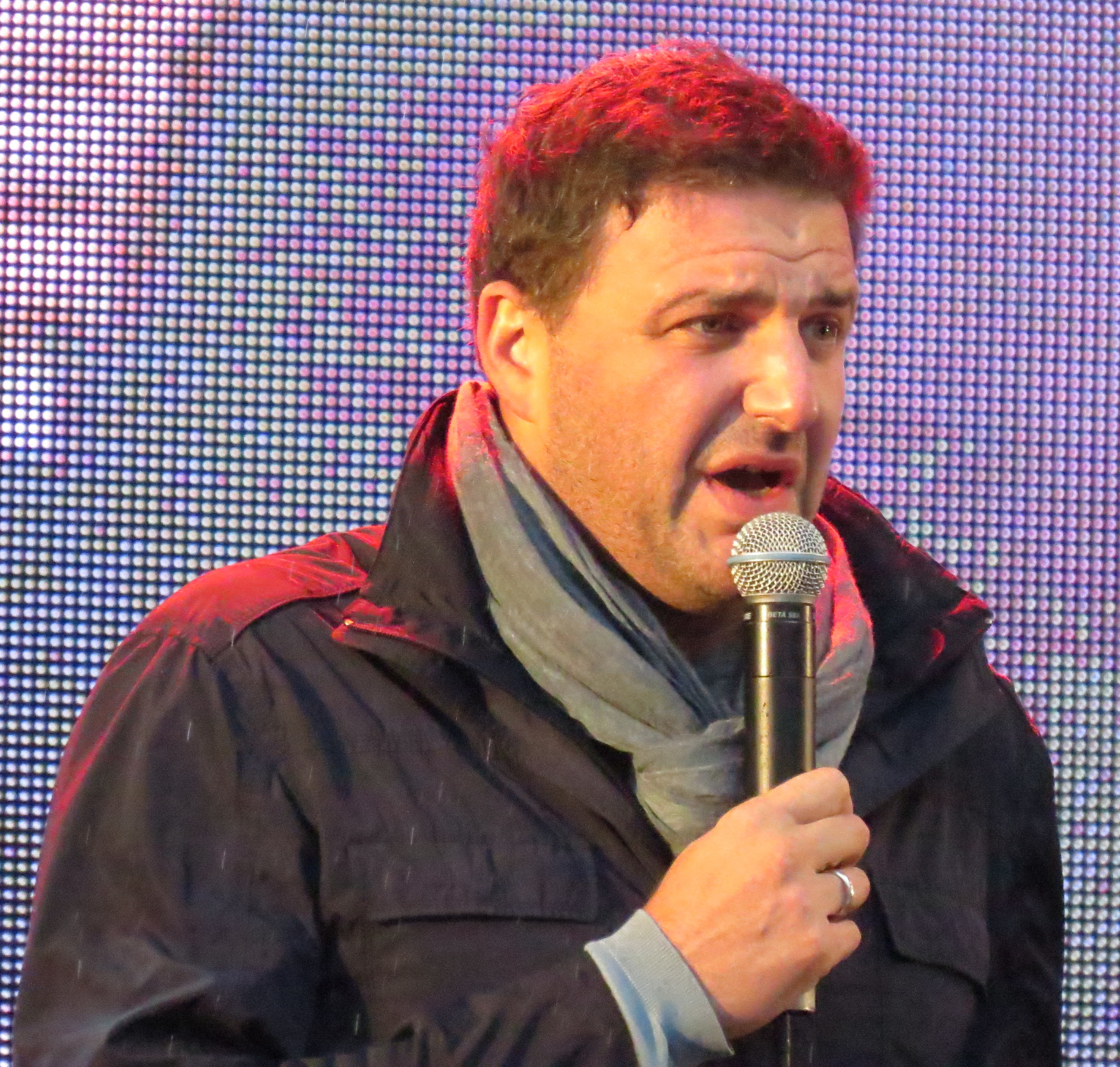
Максим Виторган

В 2011 году Собчак встречалась с главой Департамента культуры города Москвы и директором Парка Горького Сергеем Капковым. Параллельно ходили слухи, что благосклонности телеведущей добивался создатель театрального фестиваля «Золотая маска» и бывший художественный руководитель театра «Практика» Эдуард Бояков, но Собчак осталась с Капковым. Причины расставания пара не афишировала, однако Собчак впоследствии укоряла Капкова за «немужской поступок», а он отзывался о Ксении как об «обиженной женщине».

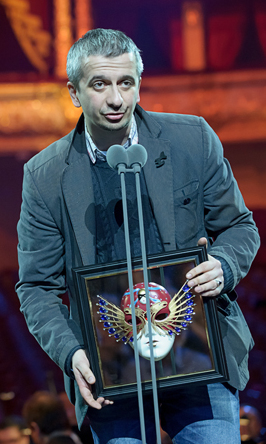
Константин Богомолов

В 2011 году, объясняя неожиданные повороты в своей личной жизни, Собчак декларировала, что «любовь — это единственная вещь в мире, ради которой можно и нужно бросить всё».
В декабре 2011 года на протестной акции на Болотной площади Собчак познакомилась с оппозиционером Ильёй Яшиным. В июне 2012 года в прессе появилась информация о том, что Собчак и Яшина связывают близкие отношения; в интервью «Анатомия любви и протеста» телеканалу «Дождь» оба они подтвердили данный факт. Отношения Собчак и Яшина сопровождались также совместной общественно-политической деятельностью и закончились в конце 2012 года.
Со своим прошлым мужем актёром и режиссёром Максимом Виторганом Собчак также познакомилась на оппозиционном митинге. В феврале 2013 года спустя 6 месяцев после расставания Собчак с Яшиным и 4 месяца после начала романа пара провела тайную свадебную церемонию. 18 ноября 2016 года у Собчак и Виторгана родился сын Платон. В марте 2018 года в ходе предвыборной кампании в прессе обсуждалась вторая беременность Собчак; но она сама, её коллеги и друзья уклонялись от прямого ответа о том, правда ли это.
В конце 2018 года в прессе появилась информация о том, что Собчак фактически рассталась с Виторганом. Демонстративность отношений замужней Собчак с театральным режиссёром Константином Богомоловым, с которым Собчак появляется на публике, активно обсуждалась в прессе. 21 января 2019 года двусмысленная ситуация стала причиной драки между Виторганом и Богомоловым. «Женщина имеет право выглядеть так, как она хочет. Работать тем, кем она хочет. Спать и жить с тем, с кем она хочет», — комментируя события, пояснила Ксения свою житейскую философию в интервью Первому каналу. Вместе с тем Собчак отметила, что Виторган навсегда останется для неё родным и близким человеком. 8 марта 2019 года Собчак и Виторган подтвердили, что давно живут раздельно, но продолжают вместе воспитывать сына. Экс-супруги оставят мальчику двойную фамилию: Виторган-Собчак.
В мае 2019 года Собчак написала в Instagram: «добрый человек тот, кто не способен осознанно и умышленно делать плохо другому человеку. Месть не может находиться в зоне доброты, месть в любом виде, в злословии или поступках — всегда проявление зла». В комментариях язвительной репликой откликнулся Виторган: «Очень хорошая, ёмкая формулировка, Ксения! Главное — повторять: „Я не специально!“ И можно воротить что угодно, в принципе. Для нас — людей, не любящих брать ответственность за свои поступки, ты кладезь!».
13 сентября 2019 года Ксения Собчак и Константин Богомолов поженились. На свадьбу приехал пресс-секретарь президента РФ Дмитрий Песков и его жена фигуристка Татьяна Навка.

## Собственность и доходы
С 2007 года Собчак является зарегистрированным индивидуальным предпринимателем. В качестве основного вида деятельности её ИП указана деятельность в области исполнительных искусств, в дополнительных — деятельность баров, деятельность политических организаций и ещё около двух десятков пунктов. В 2007—2017 годах (за исключением 2016 года) Собчак неизменно входила в рейтинг «Главные российские знаменитости» журнала Forbes, учитывающий доходы, упоминания в СМИ и запросы в поисковых системах. В 2017 году, по оценке издания, доход Собчак составил 2,1 миллиона долларов.
По данным, предоставленным Собчак в ЦИК в рамках президентской кампании 2018 года, её доходы в 2011—2017 годах составили 404 миллиона рублей, что сделало её самым богатым кандидатом в президенты. Собчак задекларировала заработную плату, доходы от ценных бумаг, заработную плату, 28 счетов и вклады с 417 миллионами рублей, земельный участок в Подмосковье, две квартиры в Москве, одну квартиру и восемь помещений в Санкт-Петербурге и автомобиль марки Bentley. По уровню доходов за обозначенный период Собчак в полтора раза обошла своего ближайшего соперника уполномоченного по защите прав предпринимателей Бориса Титова и в 40 раз — своего супруга Максима Виторгана. Интернет издание BFM.RU, изучившее материалы декларации Собчак, сочло заявленную сумму доходов заниженной.
В 2019 году согласно декларации о доходах, расходах и имуществе своего супруга заработала 185,7 млн руб. В её собственности указаны три земельных участка площадью 1432, 1403 и 297 м², жилой дом площадью 482,6 м² в подмосковном коттеджном посёлке «Горки-8», три квартиры (одна из них принадлежит телеведущей на 1/3), пять нежилых помещений и ещё по трети в двух нежилых помещениях, а также Bentley Continental GT Speed.
Рекламные контракты были существенным источником дохода Собчак с 2005 года, когда она стала лицом марки одежды Savage. Среди других контрактов телеведущей журналисты называли Петелинскую птицефабрику, а средний гонорар Собчак за съёмку и трансляцию рекламы в России и странах СНГ Forbes в конце 2000-х годов оценивал в 150—200 тысяч долларов. Особняком в контрактах Собчак стоит «Евросеть», с президентом которой Олегом Малисом она в тот момент находилась в отношениях. Гонорар Собчак за съёмки для «Евросети» составил беспрецедентные 600 тысяч евро (в 3—4 раза выше среднего по рынку), которые Собчак вложила в приобретение 0,1 % акций «Евросети» у её владельца Александра Мамута. По оценке Forbes, дисконт от рыночной стоимости акций составил для Собчак от 30 до 50 %. В декабре 2012 года Собчак продала свою долю в «Евросети» за 2,3 миллиона долларов, заработав на сделке около 1,3 миллиона.
Также Собчак зарабатывала на рекламных публикациях в собственных социальных сетях. По сведениям издания «Медуза», рекламные публикации Собчак стоят около 7—8 тысяч долларов для элитных товаров и более 10 тысяч долларов для массовых и приносят совокупно до 100 тысяч долларов в месяц. На 2017 год её крупнейшие контракты были заключены с ЦУМом, ювелирным брендом JPoint, маркой одежды «Alexander Terekhov», производителем средства для повышения сексуальной потенции Prelox и косметическим направлением марки Christian Dior. Также Собчак приписывают рекламные контракты с производителем телефонов Samsung и водки Beluga.
В феврале 2019 года Собчак обновила информации о своих расценках на платные посты в инстаграме и эти расценки выросли: «От 500 тысяч до одного миллиона рублей в зависимости от категории товара», — ответила она на вопрос одной из своих читательниц. Стандартный вопрос, платятся ли налоги с платных постов (общеизвестно, что топовые блогеры зачастую налогов не платят), задан не был.
В марте 2019 года в шоу «Осторожно, Собчак» заявила, что в месяц зарабатывает порядка 3-4 млн руб. Это значительно меньше цифр, приведённых выше.
В 2014 году интернет-издание Super.ru публиковало скриншоты переписки потенциального клиента Собчак с ней и её агентом, в которой клиенту была предложена публикация со скидкой 25 % в случае отказа от официального оформления документов. Публикация стала основанием для депутатского запроса в Федеральную налоговую службу, которое составил член партии ЛДПР Роман Худяков.
Крупная статья доходов Собчак — ведение корпоративов, свадеб и других мероприятий. По информации «Meduza», гонорар Собчак за мероприятие составляет около 30—35 тысяч евро за вечер при 5—7 заказах в месяц. Ещё одной заметной статьёй доходов Собчак с начала 2010-х годов представляла литературная деятельность. После успеха «Стильных штучек Ксении Собчак» издательство «АСТ» подписало с ней контракт на несколько последующих книг. Forbes отмечал, что в первой половине 2011 года Собчак получила от издательства аванс в размере 500 тысяч долларов, информации о последующих гонорарах Собчак изданию не предоставила. Кроме того, с 2014 года Собчак гастролирует по стране с мастер-классами по самопрезентации «Теория успеха». Доход Собчак за 2019 год составил 4.4 млн долларов. В 2020 году её основной заработок сместился в сторону рекламы в Instagram и YouTube. По версии Forbes, Собчак 2 года подряд (2019, 2020) занимала первую строчку в рейтинге российских блогеров в Instagram по заработку с доходом 1,48 млн долларов.

## Фильмография

### Актриса
| Год  |     | Название                                  | Роль                             |
| ---- | --- | ----------------------------------------- | -------------------------------- |
| 2004 | ф   | Воры и проститутки. Приз — полёт в космос | журналистка-психолог             |
| 2007 | с   | Бешеная                                   | Маргарита Лямкина                |
| 2007 | ф   | Самый лучший фильм                        | проститутка                      |
| 2008 | ф   | Красота требует…                          | Ильма Петерсон                   |
| 2008 | ф   | Никто не знает про секс 2: No sex         | Арабелла                         |
| 2008 | с   | Наша Russia                               | камео                            |
| 2008 | ф   | Гитлер капут!                             | Ева Браун                        |
| 2008 | ф   | Европа-Азия                               | камео                            |
| 2009 | ф   | Артефакт                                  | ругающаяся                       |
| 2009 | тф  | Золотой ключик                            | Мальвина                         |
| 2009 | ф   | Москва.Ру                                 | Имя персонажа не указано         |
| 2011 | с   | Краткий курс счастливой жизни             | Надя                             |
| 2012 | ф   | Ржевский против Наполеона                 | мадам Ксю-Ксю                    |
| 2012 | ф   | Энтропия                                  | Паша                             |
| 2013 | ф   | Роман с кокаином                          | Соня                             |
| 2013 | док | Срок                                      | в роли самой себя                |
| 2013 | ф   | Корпоратив                                | пьяная проститутка               |
| 2013 | ф   | Одноклассники.ru: НаCLICKай удачу         | девушка Димона (камео)           |
| 2017 | ф   | Мифы                                      | камео                            |
| 2017 | док | Кандидат.doc                              | в роли самой себя                |
| 2018 | док | Дело Собчака                              | в роли самой себя                |
| 2019 | с   | Содержанки                                | Ксения, главный редактор журнала |
| 2020 | ф   | Номер один                                | бывшая жена Феликса              |
| 2020 | с   | Проект «Анна Николаевна»                  | ведущая ток-шоу                  |
| 2020 | с   | Хороший человек                           | Лариса Вереш, бизнесвумен        |
| 2021 | с   | 257 причин, чтобы жить                    | камео (15, 16 и 17 серии)        |
| 2021 | ф   | Love                                      | камео                            |

### Дубляж
| Год  |    | Название             | Роль                           |
| ---- | -- | -------------------- | ------------------------------ |
| 2007 | ф  | Блондинка в шоколаде | Виктория Инглиш (Пэрис Хилтон) |
| 2013 | мф | Реальная белка       | Лана                           |
| 2015 | мф | Головоломка          | Брезгливость                   |

### Клипы
- 2016 — Группировка Ленинград — «Очки Собчак»
- 2020 — Loboda и Pharaoh — «Boom Boom»